# Война в Грузии (2008)
Война́ в Гру́зии, также известная как пятидне́вная война́, а́вгустовская война́, война́ в Ю́жной Осе́тии (осет. Хуссар Ирыстоны хæст), росси́йско-грузи́нская война́ (груз. რუსეთ-საქართველოს ომი), вторже́ние Росси́и в Гру́зию (англ. Russian invasion of Georgia) и война́ 08.08.08 — боевые действия, которые велись в августе 2008 года между Грузией, с одной стороны, и Россией и поддерживавшимися ей в конфликте самопровозглашёнными республиками Южной Осетией и Республикой Абхазия с другой.
В начале 2008 года произошло серьёзное ухудшение российско-грузинских отношений. Обстановка в зоне грузино-осетинского конфликта начала резко обостряться в конце июля — начале августа. В ночь с 7 на 8 августа, когда Грузия ввела войска в объявившие о независимости территории и подвергла артобстрелу столицу Южной Осетии и позиции российских миротворцев, находившихся на линии разграничения сторон, а затем приступила к установлению контроля над мятежным регионом, начался крупномасштабный вооружённый конфликт, ставший кульминацией предшествовавшей напряжённости. Днём 8 августа президент России Дмитрий Медведев объявил о начале ввода войск в зону конфликта (при этом отдельные части вошли раньше). В течение нескольких суток российские войска совместно с юго-осетинскими вооружёнными формированиями вытеснили грузинские войска из Южной Осетии, а также во взаимодействии с абхазскими силами — из Кодорского ущелья в Абхазии, заняв ряд прилегающих к конфликтным зонам районов Грузии.
Война имела значительные геополитические, экономические и иные последствия. Так, 26 августа Россия официально признала Южную Осетию и Абхазию в качестве независимых государств. 2 сентября Грузия разорвала дипломатические отношения с Россией. Затормозился процесс вступления Грузии в НАТО.
Слабая реакция Запада на российско-грузинскую войну, по мнению многих аналитиков, подтолкнула российские власти к аннексии Крыма и войне в Донбассе в 2014 году, а позже — и к полномасштабному вторжению в Украину 2022 года.

## Основные события
Грузинские и южноосетинские войска вели перестрелки и огневые налёты разной степени интенсивности с конца июля 2008 года; в период «Снайперской войны» (1-7 августа) осетинская сторона вела активную эвакуацию гражданских. Вечером 7 августа стороны договорились о прекращении огня, чего, однако, в действительности сделано не было.
В ночь на 8 августа 2008 года (в 0:06) грузинские войска начали артиллерийский обстрел столицы Южной Осетии города Цхинвала; основной целью стала база российских миротворцев. Через несколько часов последовал штурм города грузинской бронетехникой и пехотой. Поводом для начала атаки были названы нарушение режима прекращения огня со стороны Южной Осетии (которая, в свою очередь, утверждала, что первой огонь открыла Грузия), возможное начало ввода российских войск в Лиахвское ущелье и желание эвакуировать гражданских из расположенного севернее Цхинвали грузинского анклава.
Россия официально вступила в войну на стороне Южной Осетии 8 августа (в 14:59), заявив об «операции по принуждению грузинской стороны к миру», Абхазия вступила 9 августа в рамках соглашения о военной помощи между членами Содружества непризнанных государств. 9-10 августа Грузия заняла и удерживала Цхинвали, открыв гуманитарный коридор на свою территорию; вечером 10 августа Грузия отступила из Цхинвали. 10-12 августа осетинская сторона сожгла несколько сёл в опустевшем грузинском анклаве, российские войска заняли территории у городов Гори и Поти. Боевые действия продолжались до 12 августа включительно, 12 августа Россия объявила об успешном окончании «операции по принуждению к миру», 13 августа Абхазия заявила о завершении операции по вытеснению грузинских войск из Кодорского ущелья, после чего активные боевые действия прекратились.
С 14 по 16 августа президентами Абхазии, Южной Осетии, Грузии и России был подписан план мирного урегулирования конфликта («План Медведева — Саркози»).
Россия продолжала удерживать территории у городов Гори и Поти до 22-24 августа.

## Предыстория конфликта
Истоки современного грузино-осетинского конфликта лежат в событиях конца 1980-х годов, когда активизация грузинского национального движения за независимость от союзного центра (при одновременном отказе малым народам Грузии в праве на автономию) и радикальные действия его руководителей (прежде всего, Звиада Гамсахурдии) на фоне слабости центрального руководства СССР привели к резкому обострению отношений между грузинами и этническими меньшинствами (в первую очередь, абхазами и осетинами, имевшими собственные автономные образования и уже тогда выдвигавшими требования повышения их статуса — и, в конечном счёте, самостоятельности).

### 1989—1992 годы
В 1989 году Юго-Осетинская автономная область провозглашает автономную республику, а через год — объявляет о своём суверенитете. В ответ Верховный совет Грузии 10 декабря 1990 года упраздняет осетинскую автономию вообще, разделив её территорию по шести административным районам Грузии.
В 1990 году закон СССР «О порядке разрешения вопросов, связанных с выходом союзной республики из Союза ССР» предоставил право автономным образованиям «самостоятельно решать вопрос о выходе из СССР в составе выходящей республики или о пребывании в составе СССР». Исполком народных депутатов Южной Осетии воспользовался предоставленным правом и, когда 9 апреля 1991 года Грузия вышла из состава СССР, Южная Осетия осталась в его составе.
Политическая борьба быстро переросла в вооружённые столкновения, и в течение всего 1991 года Южная Осетия была ареной активных боевых действий, в ходе которых безвозвратные потери (убитые и пропавшие без вести) с осетинской стороны составили 1 тыс. человек, ранено — свыше 2,5 тыс. (см.: Южноосетинская война (1991—1992)).
19 января 1992 года, уже после распада СССР, в Южной Осетии состоялся референдум по вопросу «о государственной независимости и (или) воссоединении с Северной Осетией». Большинство участвовавших в референдуме поддержало это предложение.
Весной 1992 года, после некоторого затишья, вызванного государственным переворотом и гражданской войной в Грузии, военные действия в Южной Осетии возобновились. Под давлением России Грузия начала переговоры, закончившиеся 24 июня 1992 года подписанием Дагомысского соглашения о принципах урегулирования конфликта. Дагомысские соглашения предусматривали создание специального органа для урегулирования конфликта — Смешанной контрольной комиссии (СКК) из представителей четырёх сторон: Грузии, Южной Осетии, России и Северной Осетии.
14 июля 1992 года был прекращён огонь, и в зону конфликта для разъединения противоборствующих сторон были введены Смешанные силы по поддержанию мира (ССПМ) в составе трёх батальонов — российского, грузинского и осетинского.
В Цхинвали была размещена Миссия наблюдателей от ОБСЕ.

### 1992—2007 годы

Карта Южной Осетии

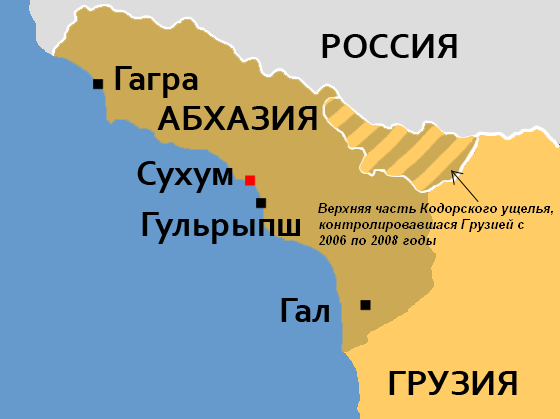
Абхазия и «Верхняя Абхазия». Заштрихованная территория («Верхняя Абхазия») с 2006 по 2008 контролировалась грузинскими войсками

Этнолингвистические группы на Кавказе

После 1992 года Южная Осетия была де-факто независимым государством, обладала собственной конституцией (принята в 1993 году) и государственной символикой. Власти Грузии по-прежнему рассматривали её как Цхинвальский регион, но активных действий по установлению контроля над ней не предпринималось.
В 1990-е годы активно шёл процесс принятия российского гражданства населением Южной Осетии. К концу июля 2002 года доля российских граждан в Южной Осетии превышала 60 % населения, к 2006 году — 80 % населения. В 2006 году заместитель министра иностранных дел Грузии Мераб Антадзе заявил, что Россия намерена способствовать усилению конфронтации в Южной Осетии, назвав массовое предоставление российского гражданства «аннексией грузинских территорий». Представитель МИД России заявил, что принятие российского гражданства населением Южной Осетии происходит в рамках международного права и какие-либо претензии по данному вопросу со стороны Грузии неуместны.
5 декабря 2000 года по инициативе российской стороны был введён визовый режим между Россией и Грузией, создавший трудности для граждан Грузии, 500 тыс. которых в то время работало в России. В то же время был оставлен безвизовый режим для жителей Абхазии и Южной Осетии, что вызвало протесты Грузии. 1 марта 2001 года были отменены льготы, предусматривавшие безвизовый проезд для грузинских дипломатических представителей и жителей приграничной полосы.
Очередное усиление напряжённости в зоне конфликта совпадает с приходом к власти Михаила Саакашвили, объявившего курс на восстановление территориальной целостности Грузии. В июне 2004 года властями Грузии был закрыт приграничный Эргнетский рынок, что лишило работы несколько тысяч человек по обе стороны линии разграничения. В августе 2004 года дело дошло до кровопролитных столкновений, в ходе которых грузинские войска безуспешно пытались установить контроль над стратегическими высотами вокруг Цхинвали, но, потеряв несколько десятков человек, были отведены.
В феврале 2006 года грузинские власти заявили о необходимости наличия виз у российских миротворцев в зонах межэтнических конфликтов, последовали частые задержания военнослужащих миротворческого контингента по причине отсутствия виз. Российская сторона не признала законность грузинских требований. 15 февраля парламент Грузии принял постановление, признавшее деятельность миротворческого контингента в Южной Осетии неудовлетворительной и выразившее желание перейти на «новый формат миротворческой миссии».
1 мая 2006 года министр обороны Грузии Ираклий Окруашвили заявил, что хочет встретить Новый 2007 год в столице Южной Осетии, и обещал уйти в отставку, если этого не произойдёт. Он добавил: «в течение нынешнего года планируется заседание лидеров стран „восьмёрки“, саммит НАТО, а также другие важнейшие международные мероприятия, поэтому с помощью наших друзей, в первую очередь США, мы сможем мирно урегулировать эту проблему».
В мае 2006 года грузинские власти назвали «уголовными преступниками» российских миротворцев, прибывших в Южную Осетию в рамках проводившейся ротации, обвинив их в нарушении визового и пограничного режима. Южноосетинские власти в ответ на претензии Грузии пригрозили ввести визы для грузинских граждан, включая миротворцев. Ситуация обострилась 18 июля, когда парламент Грузии потребовал вывести либо «легализовать» миротворцев.
20 июля 2006 года министр обороны России Сергей Иванов пообещал помочь Абхазии и Южной Осетии в случае грузинской агрессии.
12 ноября 2006 года в Южной Осетии были одновременно проведены двое парламентских выборов и референдум о независимости. Одни выборы и референдум были проведены на территории, контролируемой властями Южной Осетии (здесь победил Эдуард Кокойты, и большинство участников референдума высказалось за независимость). Другие выборы были проведены на территории, контролируемой грузинскими властями, и среди беженцев из Осетии, находящихся на территории собственно Грузии (здесь победил Дмитрий Санакоев). Обе стороны признали проведённые ими выборы демократичными и отражающими волю народа, а другие — фальсифицированными. Оба победителя принесли присягу народу Южной Осетии, претендовали на власть на всей территории Южной Осетии и обвиняли друг друга в коллаборационизме (с Россией и Грузией, соответственно).
В том же году Грузия ввела свои войска в Кодорское ущелье, несмотря на протесты Абхазии, после чего контингент российских миротворцев в нижней части ущелья был усилен.

#### Вывод российских войск из Грузии
В марте 2006 года в Сочи были подписаны российско-грузинские соглашения о выводе российских баз, размещённых в Грузии, до конца 2008 года.
В 2007 году президент Саакашвили потребовал вывести российские войска из Грузии. Самой крупной базой была Ахалкалаки. Войска были выведены досрочно — 15 ноября 2007, хотя планировался вывод в течение 2008 года. Остались только российские миротворцы, действующие по мандату СНГ в Абхазии и по Дагомысским соглашениям в Южной Осетии (где являлись частью Смешанных сил по поддержанию мира).

### Финансовая, политическая и военная поддержка Южной Осетии
После военных событий 1991—1992 годов Российская Федерация стала играть активную политическую роль на территории Южной Осетии.
На рубеже 2006—2007 годов Генеральный штаб Вооружённых сил России подготовил план действий на случай «военной агрессии Грузии в Южной Осетии». Этот план был утверждён президентом России Владимиром Путиным. В рамках этого плана, в частности, велась «подготовка южноосетинских ополченцев».
По утверждениям грузинской стороны, Россия осуществляла поставки вооружения в Южную Осетию. Глава МИД Грузии Гела Бежуашвили заявлял в январе 2006 года:

Наше возмущение вызывает тот факт, что, несмотря на наше неоднократное и настойчивое предупреждение прекратить незаконный ввоз оружия с территории России в зону грузино-осетинского конфликта, эти поставки продолжаются. В Цхинвальском регионе размещено незаконное вооружение, имеются переносные зенитно-ракетные установки.

Также, по утверждениям грузинской стороны, в районе 2006 года шло активное развёртывание 4-й военной базы в Джаве, по мнению бывшего советника президента РФ Андрея Илларионова, начатое ещё в 2003 году и остававшееся втайне благодаря тому, что миссия наблюдателей ОБСЕ не имела туда доступа.
Российские чиновники отвергали обвинения грузинской стороны. В январе 2006 года посол по особым поручениям МИД России Валерий Кеняйкин заявил:

Россия не осуществляет поставок в Южную Осетию ни через Рокский тоннель, ни через другие пограничные пункты. Всё вооружение, которое сейчас есть в Цхинвали — это та техника, которой оснащались вооружённые силы СССР и которая осталась там от времён Советского Союза.

По его словам, речь шла о четырёх танках Т-55, нескольких гаубицах и бронемашинах.
По сведениям «Независимой газеты» (февраль 2007 года), численность вооружённых сил Южной Осетии составляла 3 тыс. человек; в резерве находилось 15 тыс. человек. На вооружении Южной Осетии имелось, по одним данным, 15, по другим данным — 87 танков Т-72 и Т-55 (по информации «Новой газеты», 80 из них «остались после [российских] учений „Кавказ-2008“»), 95 орудий и миномётов, в том числе 72 гаубицы, 23 реактивные системы залпового огня БМ-21 «Град», 180 бронемашин, в том числе 80 боевых машин пехоты, а также три вертолёта Ми-8.
Журнал «Власть» со ссылкой на неназванного министра Северной Осетии 25 августа 2008 года заявил, что бюджет Северной Осетии ежегодно получал из российской федеральной казны 2,5 млрд рублей на «международную деятельность», которые сразу же перечислялись в распоряжение правительства Южной Осетии; никакой прозрачной отчётности о расходовании перечисленных средств не представлялось. Эти сведения подтвердил бывший южноосетинский премьер Олег Тезиев.
Основная часть правительства непризнанной Республики Южная Осетия к началу войны 2008 года состояла из бывших российских чиновников, включая военных и сотрудников спецслужб.

### Преобразования в грузинской армии. Политическая и военная поддержка Грузии
После грузино-осетинских столкновений 2004 года руководству Грузии стало понятно, что грузинская армия в её текущем состоянии не имеет явного преимущества даже над силами такого небольшого региона, как Южная Осетия. Правительство Грузии начало масштабную военную реформу, в результате которой к январю 2008 года грузинские вооружённые силы были подготовлены в соответствии со стандартами НАТО, их боеспособность была увеличена за счёт крупных поставок вооружения, военного снаряжения и боевой техники. Армия была переведена на профессиональную основу.
Почти на всех учениях, проводившихся обновлённой грузинской армией, отрабатывалось ведение наступательных операций с использованием тяжёлого вооружения. Кроме того, особое внимание уделялось антипартизанским действиям, поскольку командование грузинской армии ожидало столкнуться с партизанской войной после разгрома основных сил Южной Осетии. США оказали значительную помощь грузинской армии в обучении. Поскольку Грузия направила значительный контингент своих войск в Ирак, США развернули масштабную программу подготовки армии Грузии, причём основной упор в ней делался на противоповстанческие действия.
За время президентства Саакашвили Грузия поставила мировой рекорд по росту военного бюджета, увеличив его в 2003—2007 годах более чем в 30 раз, с 30 млн $ (0,7 % ВВП) в 2003 году до 940 млн $ (8,0 % ВВП) в 2007 году. Бюджетом Грузии на 2008 год были запланированы расходы Министерства обороны, эквивалентные 990 млн $ (около 8 % ВВП и более 25 % всех доходов бюджета Грузии на 2008 год, что было одним из самых высоких соотношении среди стран мира).
Произошло массированное перевооружение грузинской армии. Закупались танки, тяжёлая артиллерия, лёгкая бронетехника, вертолёты, беспилотные летательные аппараты. По сведениям Минобороны России, в число поставщиков оружия Грузии входили Болгария, Босния и Герцеговина, Великобритания, Греция, Израиль, Латвия, Литва, Сербия, США, Турция, Украина, ФРГ, Франция, Чехия и Эстония.
12 августа 2008 года из опубликованного ООН отчёта Украины об экспорте военной техники стало известно, какое именно вооружение Украина поставляла Грузии. Некоторые украинские эксперты отмечали, что часть этого оружия морально устарела, в то же время некоторая техника была снята с боевого дежурства и поставлена в Грузию в обход стандартных процедур с ведома и по поручению Президента Ющенко. Согласно данным отчёта, Украина поставляла в Грузию следующие виды оружия: ЗРК «Оса» и «Бук», вертолёты Ми-8 и Ми-24, учебные самолёты Л-39, САУ (в том числе тяжёлые 2С7 «Пион») а также танки, БМП и стрелковое оружие. РСЗО «Град» в списке отсутствует.
В ходе боёв за Поти российские военные захватили 5 американских бронемашин «Хамви». По версии представителя Генштаба РФ генерал-полковника Анатолия Ноговицына, джипы с 20 военнослужащими были захвачены около города Поти с полным вооружением; по его словам, в начинке машин было «много интересного», относящегося к спутниковой разведке. По версии США, джипы находились в порту на опечатанных складах и ждали отправки на американскую базу в Германию после завершения грузино-американских учений в июле.
В 2010 году Владимир Путин заявил, что если бы не было перевооружения Грузии, не было бы и «агрессии» в 2008 году.

### Внешнеполитический контекст
Британский журнал The Economist от 21 августа 2008 года писал: «Неудачные попытки России определить исход президентских выборов на Украине в 2004 году, за которыми последовала оранжевая революция там (после революции роз в Грузии в 2003 году), уязвили г-на Путина. Недовольство, которое тлело из-за продолжающегося расширения НАТО, планов США разместить элементы своей противоракетной обороны в Чехии и Польше, воспламенилось после объявления на саммите НАТО в Бухаресте в апреле, что и Грузия, и Украина могут со временем вступить в Союз, хотя только тогда, когда будут готовы. И Россия и Грузия жаждали драки».

#### Роль США
Российские чиновники периодически высказывали мнение, что эскалации конфликта способствовали американские республиканцы. Так, 28 августа 2008 года Владимир Путин заявил в интервью телеканалу CNN, что «Республиканцы в Белом доме способствовали нападению Грузии на Южную Осетию, дабы поднять рейтинг кандидату от Республиканской партии Джону Маккейну». По мнению директора Института политических исследований С. А. Маркова и председателя Госдумы Б. В. Грызлова, основным инициатором войны была группа американских неоконсерваторов во главе с вице-президентом США Диком Чейни, стремившаяся обеспечить победу Маккейна над Бараком Обамой, чтобы сохранить свои позиции в администрации США (из-за плотной связи Маркова с окружением Владимира Путина эта теория получила широкое освещение в подконтрольных российскому правительству СМИ), а по утверждению заместителя начальника Генерального штаба Вооружённых сил РФ А. А. Ноговицына, грузинская операция против Южной Осетии носила название «Чистое поле» и была разработана Грузией совместно с США.
Бывший во время войны послом Грузии в России Эроси Кицмаришвили 25 ноября 2008 года заявил, ссылаясь на свои источники в грузинском правительстве, что «добро» на начало войны дал президент США Джордж Буш.
По версии некоторых российских источников, ещё в 2006 году в Грузии существовал план под кодовым названием «Бросок тигра», который предполагал до 1 мая 2006 года при поддержке США и ОБСЕ принудить Россию вывести своих миротворцев из Южной Осетии, а затем — организовать провокации, чтобы в дальнейшем под предлогом «локализации конфликта» установить контроль над Южной Осетией. В реальности этого не произошло. О существовании подобного плана в интервью агентству «Рейтер» заявлял бывший министр обороны Грузии Ираклий Окруашвили, по словам которого, «Абхазия была нашим стратегическим приоритетом, но в 2005 году мы разработали военные планы по захвату как Абхазии, так и Южной Осетии. План изначально предусматривал двойную операцию вторжения в Южную Осетию, взятие под контроль Рокского туннеля и Джавы». Он заявил, что США ещё тогда предупреждали, что не окажут помощи в случае вторжения: «Когда мы встретились с Джорджем Бушем в мае 2005 года, нам прямо заявили: не пытайтесь вступить в военную конфронтацию. Мы вам не сможем оказать военную помощь».
11 августа 2008 года журнал Newsweek писал: «Опрошенные Newsweek западные эксперты сходятся в одном: Саакашвили действительно не получал "добро" на реконкисту Южной Осетии военными средствами. Скорее он принял за одобрение постоянные дипломатические похвалы и заверения в союзнических чувствах. И решил поставить США и Европу перед выбором». Журнал привёл мнение эксперта по Кавказу Тома де Ваала, который заявил, что Саакашвили действовал сам, без одобрения со стороны руководства США, так как в 2004 году тогдашний Госсекретарь США Колин Пауэлл сделал Михаилу Саакашвили «очень резкий выговор, смысл которого сводился к тому, что Вашингтону не нужна война в Южной Осетии». 12 августа 2008 года американская газета «Нью-Йорк Таймс» писала со ссылкой на помощников Госсекретаря США, что госсекретарь Кондолиза Райс во время частного ужина с Саакашвили 9 июля 2008 года в Тбилиси предостерегала последнего от вступления в военный конфликт с Россией, в котором у него нет шансов победить.
Во время войны военно-транспортные самолёты США перебросили в Грузию размещённый в Ираке грузинский воинский контингент.

### Нарастание напряжённости (начало 2008 года)
В начале 2008 года напряжённость в зоне конфликта, а также в отношениях между Россией и Грузией нарастала.
Участились разведывательные полёты грузинских беспилотных летательных аппаратов (БПЛА) над территорией Абхазии и Южной Осетии. В марте — мае 2008 года Грузия потеряла пять БПЛА. Саакашвили заявил, что эти БПЛА были сбиты российскими ВВС, и обвинил Россию в международной агрессии и бомбардировке территории Грузии. Россия обвинила Грузию в подготовке агрессии против Абхазии и увеличила численность своих миротворцев. Инцидент с одним из БПЛА обсуждался в Совете Безопасности ООН.
6 марта 2008 года Россия вышла из режима запрета торгово-экономических и финансовых связей с Абхазией, введённого в 1996 году решением совета глав государств СНГ. МИД России заявил, что сохранение этого режима в отношении Абхазии «препятствует реализации в регионе социально-экономических программ, обрекает народ Абхазии на неоправданные лишения». Этот шаг был расценён МИД Грузии как «поощрение сепаратизма в Абхазском регионе и неприкрытая попытка посягательства на суверенитет и территориальную целостность Грузии». 16 апреля МИД России сообщил, что Президент России В. Путин дал правительству поручения, на основании которых Россия будет строить с Абхазией и Южной Осетией особые отношения: «поручения направлены на реализацию заявленного курса российского руководства на оказание в соответствии с нормами международного права предметной поддержки населению двух республик». При этом заявлялось, что руководство Грузии игнорирует возможности для налаживания нормальных экономических отношений и решения социальных проблем в Абхазии и Южной Осетии, «отказывается от заключения с Сухуми и Цхинвали обязывающих документов о неприменении силы и невозобновлении военных действий, наращивает по разным каналам свои наступательные вооружения и демонстрирует агрессивность намерений».
В начале апреля первые подразделения 7-й гвардейской воздушно-десантной дивизии России отправились в Абхазию, расположившись у грузинской границы в качестве общевойскового резерва миротворческих сил.
17 апреля 2008 года президент Южной Осетии Эдуард Кокойты заявил, что грузинские военные подразделения подтягиваются к границам его республики, и призвал «воздержаться от необдуманных шагов, которые могут привести к трагическим последствиям».
29 апреля 2008 года МИД России официально объявил «О мерах по укреплению коллективных сил СНГ по поддержанию мира в зоне грузино-абхазского конфликта»; по сведениям «Новой газеты», «из района Сочи границу по реке Псоу перешёл тысячный (по меньшей мере) контингент с бронетехникой» 3-го батальона 108-го десантно-штурмового полка, что, однако, не превышало разрешённый соглашениями о прекращении огня размер контингента миротворческих сил в 3 тысячи человек.
6 мая 2008 года начальник главного управления боевой подготовки и службы войск ВС РФ генерал-лейтенант Владимир Шаманов заявил, что ситуация в зоне конфликта находится в поле зрения руководства Минобороны России и «все необходимые мероприятия уже проводятся». В тот же день находившийся с визитом в Брюсселе госминистр Грузии по реинтеграции Темур Якобашвили сказал: «Мы, само собой, стараемся избежать войны. Но мы к ней очень близки. Мы очень хорошо знаем русских, мы знаем сигналы. Мы видим, что российские войска занимают территории на основании ложной информации, и это нас беспокоит».
31 мая 2008 года на территорию Абхазии были переброшены подразделения железнодорожных войск России численностью 400 человек, что было оценено властями Грузии как подготовка к военной интервенции. Как заявили в МИД Грузии, ремонт железных дорог войска проводят только при подготовке к военной операции. Во второй половине июля российские железнодорожные войска отремонтировали пути в Абхазии. Восстановленный ими участок Сухуми — Очамчира протяжённостью около 54 км на август 2015 года не функционирует.
Во второй половине июля вооружённые силы Грузии и США провели совместные учения «Немедленный ответ». В это же время Россия провела учения «Кавказ-2008», в которых были задействованы подразделения различных силовых структур.

#### Эскалация грузино-южноосетинского конфликта
В конце июля — начале августа регулярно происходили перестрелки и огневые налёты разной степени интенсивности. Мирные жители Южной Осетии в массовом порядке стали покидать зону конфликта.
Начиная с 1 августа по инициативе премьер-министра Южной Осетии Юрия Морозова производилась эвакуация жителей Цхинвала.
1 августа в Южной Осетии взрывом двух дистанционно управляемых мин была подорвана машина грузинской полиции, было ранено шестеро полицейских.
В ночь на 2 августа произошёл ряд вооружённых столкновений между грузинскими силами и южноосетинскими ополченцами. Кроме стрелкового оружия, по утверждению Южной Осетии, всё чаще применялись гранатомёты и миномёты, а в результате начавшейся «снайперской войны» уже погибло 6 человек и ещё 20 ранены. Южная Осетия также обвинила Украину и США в поставках оружия в Грузию и в предоставлении своих баз для тренировок грузинских снайперов.
5 августа министр внутренних дел Южной Осетии Михаил Миндзаев заявил о готовности южноосетинской стороны в случае эскалации конфликта бомбить города Гори, Карели и одну из грузинских курортных зон.
Поступали сообщения о прибытии в зону конфликта добровольцев из субъектов Южного федерального округа России, включая казаков и представителей «афганских» организаций для участия в возможных военных действиях. МИД Грузии заявил, что тем самым «цхинвальский режим откровенно готовится к войне».
По утверждению корреспондента «Независимой газеты», 6 августа российские войска и бронетехника уже выдвигались в сторону Южной Осетии: «Тем временем Россия стягивает к границам Грузии серьёзные военные силы. По Транскаму от Алагира в сторону пограничного пункта Нижний Зарамаг движутся военные колонны и отдельные машины с личным составом, бронетехника. Это обозреватель „НГ“ наблюдал собственными глазами по пути из Владикавказа в Цхинвали. Военные заявляют, что продолжаются учения, но нет сомнений, что Россия таким образом демонстрирует решимость защитить своих граждан в Южной Осетии. Вплоть до проведения операции по принуждению к миру — если другого выхода не оставят».
7 августа президент Абхазии Сергей Багапш по итогам состоявшегося днём заседания Совета безопасности заявил: «Я говорил с президентом Южной Осетии. Там сейчас более-менее стабилизировано. Туда вошёл батальон Северо-Кавказского округа. Все вооружённые силы приведены в боевую готовность».
7 августа грузинская армия попыталась занять Присские высоты вокруг Цхинвала, эта атака была отбита. В тот же день американский посол в Грузии Джон Тефт сообщил в Вашингтон, что войска Грузии, включая подразделения с установками типа «Град», движутся в направлении Южной Осетии.
Днём 7 августа секретарь Совета безопасности Южной Осетии Анатолий Баранкевич заявил: «По всей границе с Южной Осетией наблюдается активность войск Грузии. Всё это говорит о том, что Грузия начинает широкомасштабную агрессию против нашей республики». Он предположил, что у грузинских военных есть планы на штурм Цхинвала в ближайшее время.
В интервью газете «Красная звезда» офицер 135-го мотострелкового полка 58-й армии СКВО РФ рассказал: «7 августа пришла команда на выдвижение к Цхинвалу. Подняли нас по тревоге — и на марш. Прибыли, разместились, а уже 8 августа там полыхнуло». Позднее газета исправилась, что речь шла о дате 8 августа. Некоторые СМИ также утверждали, что 7 августа началась отправка ряда подразделений 58-й армии в Южную Осетию, спустя месяц об этом начала заявлять грузинская сторона, обнародовав в сентябре 2008 года свои разведывательные сведения. Грузинская сторона опубликовала записи разговора, по её утверждению, между южноосетинскими пограничниками. При этом, как отмечал The New York Times, из фраз (вопрос «Послушай, бронетехника пришла или как?» и ответ «Бронетехника и люди») нельзя сделать выводов о количестве бронетехники или указаний на то, что российские силы в то время участвовали в боевых действиях.
В ответ российский генерал Уваров заявил, что российская военная техника регулярно входила в Южную Осетию или покидала её, осуществляя снабжение размещённого там российского контингента. «Поскольку мы держали там один батальон, ему требовалось горючее и продукты. Разумеется, передвижение военнослужащих имело место, но это не были военнослужащие действующей армии, которых послали туда конкретно для того, чтобы воевать. <…> Будь это крупные подкрепления, мы бы не потеряли в Южной Осетии примерно 15 миротворцев». Однако представитель МВД Грузии заявил, что в соответствии с соглашениями о миротворческой миссии от 2004 года ротация российского миротворческого батальона могла осуществляться только в дневное время и с предварительным уведомлением как минимум за месяц, но в данном случае никаких уведомлений не было. В представленных грузинской стороной материалах фигурируют телефонные номера грузинского сотового оператора, однако, как пишет «Коммерсантъ», по данным Южной Осетии, «в последнее время все чиновники и военнослужащие пользовались исключительно услугами российского оператора „МегаФон“».
18 лет на территории Южной Осетии находились три батальона смешанных сил по поддержанию мира (ССПМ), из них два (российский и осетинский) располагались на территории воинской части в Цхинвали и подчинялись правительству России. В ходе войны они принимали участие в боях за город.
Корреспондент газеты «Известия» Юрий Снегирёв заявил, что после прошедших в Северной Осетии учений 58-й армии «Кавказ-2008» техника не ушла в боксы, а осталась перед въездом в Рокский тоннель (на территории России). Снегирёв заявил: «После тоннеля техники не было. Это я видел сам. Это могут подтвердить и другие мои коллеги, которые после обстрела Цхинвала 2 августа стали заезжать в Южную Осетию ежедневно».
Братья Козаевы (один из которых — сотрудник МВД Северной Осетии, другой — герой Абхазии и Южной Осетии) во время и после войны утверждали, что президент Южной Осетии Эдуард Кокойты заранее знал о предстоящих военных событиях и заблаговременно уехал из Цхинвали в Джаву. По словам Анатолия Баранкевича, Кокойты выехал в Джаву только 8 августа около двух часов ночи, Козаевы, по некоторым данным, пересеклись с Кокоевым по пути в Джаву, были избиты, задержаны его охраной и месяц провели под стражей.

## Интерпретации поводов к началу войны

### Версия властей Грузии
Грузинская сторона заявила, что действия грузинской армии в Южной Осетии были ответом на нарушение режима прекращения огня.
В 2 часа ночи 8 августа 2008 года правительство Грузии опубликовало заявление:

В течение последних часов сепаратисты осуществили военное нападение на мирное население сёл региона и против миротворческих сил, что вызвало крайнюю эскалацию положения. В ответ на одностороннее прекращение огня и предложение президента Грузии провести мирные переговоры, сепаратисты осуществили нападение на прилегающие к Цхинвали сёла. Сперва было атаковано село Приси в 22:30 ч., а потом в 23:00 — с. Тамарашени. Был произведён массированный бомбовый обстрел, как позиций миротворческих сил, так и мирного населения. В результате нападения есть раненые и погибшие.
По существующим данным, через Рокский тоннель российско-грузинскую границу пересекли сотни вооружённых лиц и военная техника. В целях обеспечения безопасности мирного населения и предотвращения вооружённых нападений, власти Грузии были вынуждены принять адекватные меры. Несмотря на обострённую обстановку, правительство Грузии снова подтверждает свою готовность к мирному урегулированию конфликта, и призывает сепаратистов прекратить вооружённые действия и сесть за стол переговоров.

8 августа командующий грузинскими миротворцами Мамука Курашвили назвал действия Грузии в Южной Осетии «операцией по наведению в Цхинвальском регионе конституционного порядка». Позднее, в ходе разбирательств в грузинском парламенте в октябре 2008 года, Курашвили заявил, что его слова были импульсивными и не были санкционированы высшим политическим руководством Грузии.
24 октября 2012 года Бидзина Иванишвили (ставший 25 октября 2012 года премьер-министром Грузии) возложил вину за инициирование войны на президента Михаила Саакашвили, обвинив последнего в планировании «большой провокации», что дало повод России вторгнуться в Грузию, к чему Россия, по его мнению, также готовилась в течение нескольких лет.
5 ноября 2008 года на официальной пресс-конференции, состоявшейся под эгидой НАТО в Риге, президент Грузии представил свою версию начала войны, по которой она являлась агрессией России против Грузии, начавшейся с территории Украины. По этой версии, началом войны следует считать выход кораблей Черноморского флота России «с полным вооружением» из Севастополя к побережью Грузии, который произошёл, как минимум, за 6 дней до первых выстрелов на административной границе с Южной Осетией. По словам Саакашвили, президент Украины Ющенко попытался своим указом остановить Черноморский флот, но Россия его проигнорировала. Данная версия оспаривается украинскими и российскими СМИ, указывающими на то, что указ Ющенко опубликовали 13 августа — спустя 5 дней после начала войны и уже после дня объявления перемирия.
Неназванный грузинский чиновник заявлял 9 августа в интервью «Коммерсанту», что целью грузинской армии была защита и эвакуация жителей расположенных севернее Цхинвали грузинских анклавов. Позже с такой аргументацией выступил и Саакашвили. 26 мая 2009 года Саакашвили также заявил, что российские войска планировали взять под свой контроль не только Грузию, но и весь черноморско-каспийский регион, однако благодаря доблести грузинских военнослужащих этого не произошло. Ещё одним его утверждением, высказанным вскоре после завершения войны, стала версия о вводе российских войск через Рокский тоннель 7 числа.

### Версия властей России и самопровозглашённых республик
Глава МИД России Сергей Лавров заявил, что причинами ввода российских войск в зону конфликта стали агрессия Грузии против неподконтрольной ей Южной Осетии и последствия агрессии (гуманитарная катастрофа, исход из региона 30 тыс. беженцев, гибель российских миротворцев и жителей Южной Осетии). Действия грузинской армии в отношении мирных жителей он квалифицировал как геноцид, отметив, что большинство населения Южной Осетии — граждане России, и что «ни одна страна мира не осталась бы безучастной к убийству своих граждан и изгнанию их из своих жилищ». Он заявил, что Россия «этот конфликт не готовила» и выступала с предложением принять резолюцию Совбеза ООН, призывающую Грузию и Южную Осетию отказаться от применения силы. По мнению Лаврова, «военный ответ России на нападение Грузии на российских граждан и солдат миротворческого контингента был полностью пропорционален». Необходимость бомбардировок вне зоны конфликта он объяснил наличием военной инфраструктуры, использовавшейся для поддержки грузинского наступления. Лавров назвал обвинения в том, что Россия, прикрываясь югоосетинским конфликтом, пыталась сбросить правительство Грузии и установить контроль над всей страной, «несусветной чепухой». Он заявил, что как только безопасность в регионе была восстановлена, президент России объявил об окончании военной операции.
По версии заместителя начальника Генерального штаба Вооружённых сил Российской Федерации А. А. Ноговицына, предполагавшаяся операция против Южной Осетии носила название «Чистое поле» и была заранее разработана Грузией совместно с США.
Президент Южной Осетии Эдуард Кокойты заявил, что Грузия планировала «Блицкриг» под «кодовом названием „Чистое поле“» с целью «провести этническую чистку, превратить в „чистое поле“ всю Южную Осетию».

### Версия Запада
10 августа 2008 года постоянный представитель США при ООН Залмай Халилзад, выступая на заседании Совбеза ООН по поводу грузино-осетинского конфликта, заявил о содержании разговора министра иностранных дел России Сергея Лаврова с госсекретарём США Кондолизой Райс: «Господин Лавров сказал госпоже Райс, что демократически выбранный президент Грузии, я цитирую, „должен уйти“. Конец цитаты. Я опять цитирую: „Саакашвили должен уйти“», а затем обратился к постоянному представителю России при ООН Виталию Чуркину с вопросом: «Я хочу спросить господина Чуркина: цель Вашего правительства — смена режима в Грузии? Вы пытаетесь свергнуть демократически избранного президента?».
11 августа замдиректора департамента информации и печати МИД России Борис Малахов отверг версию о том, что целью России является свержение режима Саакашвили.
В ряде СМИ высказывалось мнение о том, что целью военной операции России был захват Тбилиси и свержение грузинского руководства, причём политическое давление США и их союзников, а также неготовность военных к подобной операции сорвали такой сценарий. Например, согласно сведениям, опубликованным 13 ноября 2008 года французским журналом Le Nouvel Observateur, Путин грозился во время встречи 12 августа с президентом Франции Н. Саркози «подвесить Саакашвили за яйца»; причём у Саркози якобы имелись перехваченные французскими спецслужбами данные, свидетельствовавшие о том, что значительная часть российской армии намерена пойти до конца и свергнуть Саакашвили (при этом Медведев объявил о прекращении военной операции перед встречей с Саркози).
Эти версии отвергаются российскими чиновниками. Пресс-служба Путина назвала статью в Le Nouvel Observateur «инсинуацией провокационного характера». Отвечая на вопрос «почему всё-таки российские военные не дошли до Тбилиси», постоянный представитель России в НАТО Д. О. Рогозин 22 августа 2008 года заявил, что цели дойти до Тбилиси у российского руководства не было, а единственной целью было «спасти осетин от физического уничтожения».

Ход боевых действий

### Вопрос о вводе российских войск в Южной Осетии 7 августа и тезис об оборонительной войне Грузии
По версии Саакашвили, высказанной вскоре после окончания войны, начало военных действий было реакцией на южноосетинские провокации и непосредственную угрозу российского нападения. Грузия имела надёжную информацию, полученную в результате перехвата телефонного разговора, о том, что утром 7 августа колонна из 150 российских танков прошла через Рокский тоннель и вторглась в Южную Осетию.
С тезисом об оборонительном характере действий грузинских войск согласен американский исследователь современной России Джон Барретт Данлоп, который указывал на эскалацию конфликта южноосетинской стороной при поддержке России в начале августа 2008 года и развёртывание российских войск на границе с Грузией задолго до официальной даты начала войны. Сходной точки зрения придерживался в своей книге о войне американский дипломат и политический аналитик Рональд Дитрих Асмус.
По информации немецкого журнала Spiegel, к утру 7 августа грузинская сторона сосредоточила на границе с Южной Осетией около 12 тыс. человек, а также 75 БТР и танков возле Гори. Журнал писал, что по данным западных разведслужб «российская армия начала огонь не ранее 7:30 утра 8 августа <и> начала свой марш из Северной Осетии через Рокский тоннель не ранее 11 часов утра. Такая последовательность событий говорит о том, что Москва не проводила агрессию, а просто действовала в ответ». По словам немецкого полковника Вольфганга Рихтера, находившегося в тот период в Тбилиси, «грузины в определённой мере „привирали“ о передвижениях войск». Он не смог найти доказательств того, что «русские выдвинулись в Рокский тоннель ещё до того, как Тбилиси отдал приказ наступать», но и исключить продвижение не мог. В то же время Spiegel упомянули и о проблемном для российской стороны интервью капитана Сидристого в газете Красная звезда, в изначальной версии которого подтверждалось предположение о начале действий российских войск 7 августа. Также генерал А. Хрулёв заявлял, что его передовые части начали вход и продвижение в Лиахвском ущелье 8 августа в 1:40, и уже в 4:40 они приняли бой у моста у села Гуфта. К тому времени под Джавой уже находилась колонна главы Северной Осетии Таймураза Мамсурова, в которой вместе с ним прибыло около тысячи «добровольцев» из Северной Осетии.
Среди основных аргументов, выдвигаемых против версии о «российском военном вторжении 7 августа» — отсутствие соответствующих заявлений грузинских властей в первые дни войны. Так, 12 октября 2008 года Джонатан Литтелл, комментируя утверждения грузинской стороны о том, что артобстрел и нападение на Цхинвал произошло после того, как «сотни российских танков уже прошли по Рокскому туннелю, связывающему Южную Осетию с Россией, чтобы начать вторжение», заявлял, что «Эта точка зрения <…> противоречит всем заявлениям, которые грузинская сторона делала во время событий». По его мнению, до 8 августа никто публично не говорил о российских танках, также он привёл слова посла Франции в Грузии Эрика Фурнье: «Грузины не звонили своим европейским союзникам со словами: русские нас атакуют». «Независимая газета» писала: «Что делает <…> руководитель страны, на территорию которой вторглись <…>? Наверное, объявляет всеобщую мобилизацию. Произносит в телеэфире что-то вроде „Граждане, отечество в опасности. Сегодня, без объявления войны, вероломный враг…“ и так далее». Однако Юлия Латынина писала, что Саакашвили 7 августа пытался дозвониться до американских и европейских лидеров, но смог связаться только с заместителем помощника госсекретаря США Мэтью Брайза, который лишь посоветовал ему «не поддаваться на российские провокации». Также грузинские власти пытались обратить внимание мировой общественности на активность российской армии в ходе учений «Кавказ-2008».

## Планы и силы сторон

### Грузия

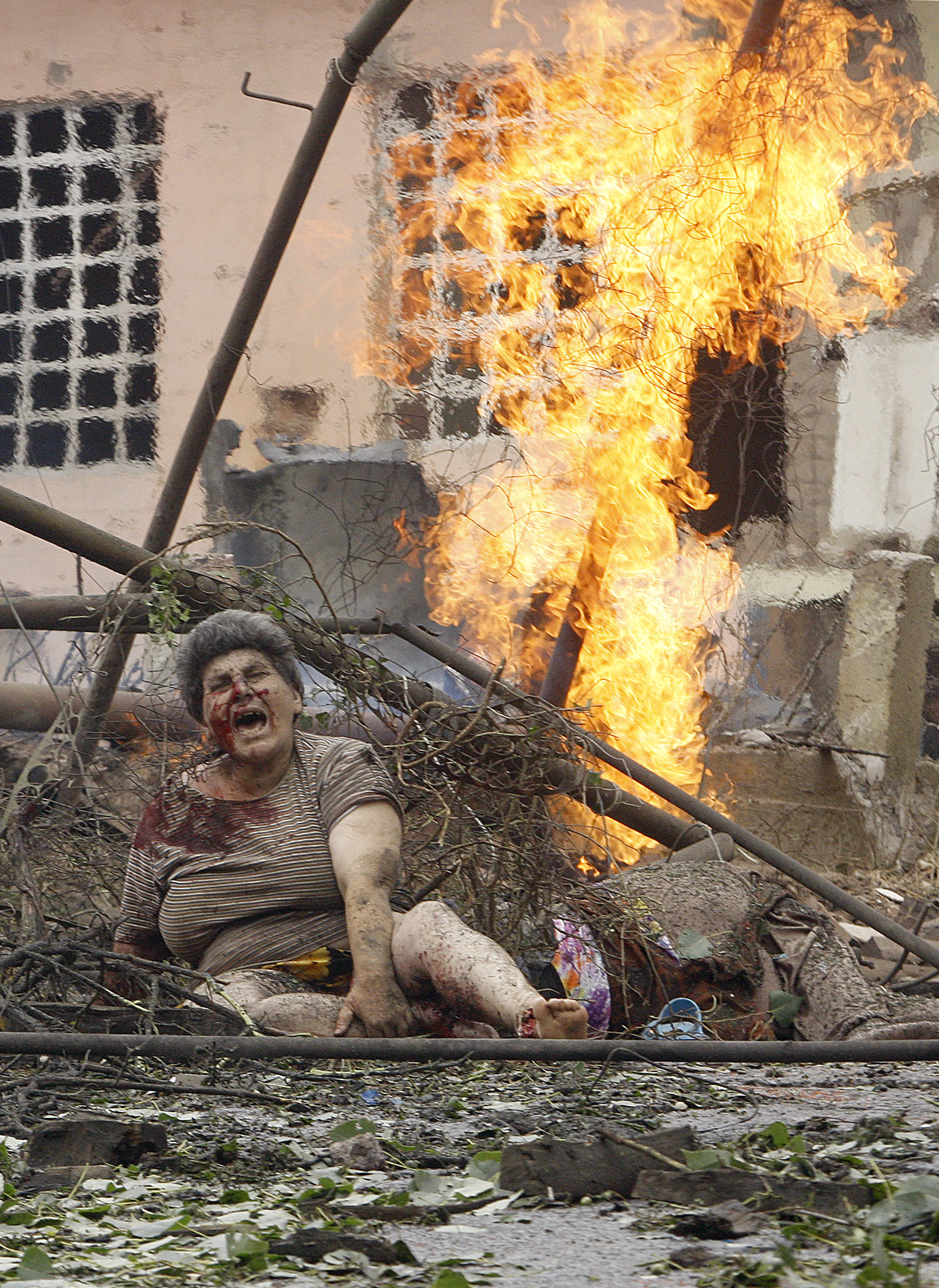
Женщина кричит о помощи во время нападения на Гори

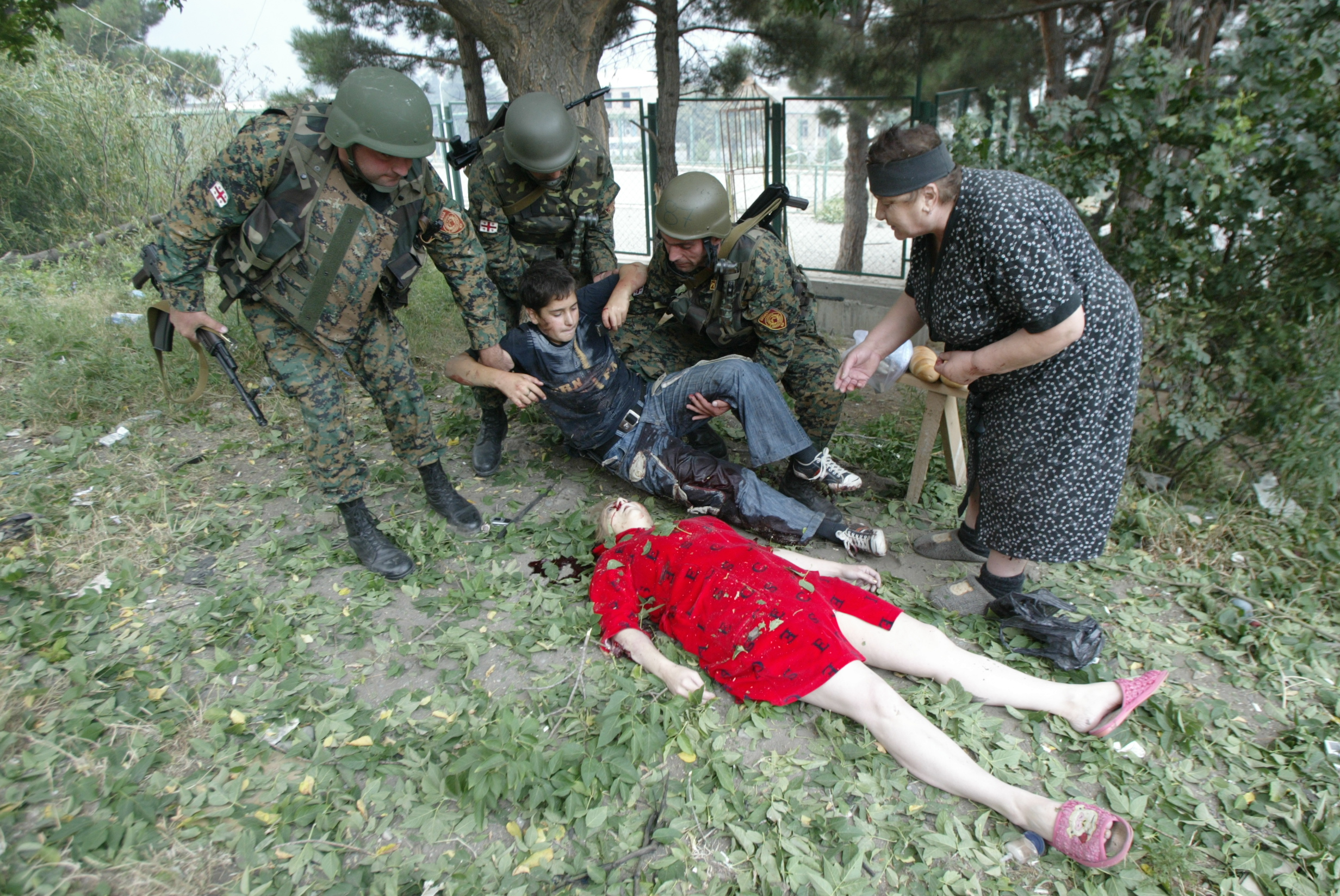
Гражданские жертвы российского обстрела г. Гори

В основе грузинского плана наступления лежало блокирование автодороги Р297 («Транскам»), являющейся единственным средством связи с Россией, и кратковременное занятие города Цхинвали. Неназванный грузинский чиновник заявлял 9 августа в интервью «Коммерсанту», что грузинская армия не будет удерживать город, и единственная цель ввода войск — защита и эвакуация жителей расположенных севернее Цхинвали грузинских анклавов. 29 ноября 2008 года Саакашвили подтвердил, что основной целью боёв за Цхинвали и боёв в Лиахвском ущелье была эвакуация жителей сёл, впоследствии сожжёных осетинскими силами.
В наступлении должны были быть задействованы крупные силы министерства обороны и МВД Грузии. Планировалось, что к западу от Цхинвала 4-я пехотная бригада грузинской армии займёт село Хетагурово, к востоку — 3-я пехотная бригада захватит Присские высоты, а также сёла Дмениси и Сарабуки. Затем обе бригады должны были обойти столицу Южной Осетии с севера и соединиться у села Гуфта, замкнув окружение. Артиллерийская бригада интенсивным огнём должна была оказывать содействие грузинской группировке на всех этапах наступления.
Небольшими силами, численностью до батальона, планировалось нанести удары и на второстепенных направлениях — в Ленингорском и Знаурском районах и на посёлок Квайса.
Собранная для проведения операции грузинская группировка к утру 8 августа насчитывала 12 тысяч человек и 75 танков.

### Россия
Поскольку план грузинского наступления был известен командованию ВС России, но не была известна дата его начала, после завершения учений Кавказ-2008 у границы с Южной Осетией была оставлена небольшая российская группировка в составе двух усиленных мотострелковых батальонов, которая должна была в течение нескольких часов после начала грузинского наступления войти на территорию республики и оказать помощь миротворческому батальону. Во взаимодействии с авиацией эти две батальонно-тактические группы (БТГр) должны были сдержать наступление грузинских войск вглубь республики до подхода более крупных сил из России. Частям постоянной готовности Северо-Кавказского военного округа, расположенным вблизи от границы, чтобы прибыть в Южную Осетию требовалось от одних до двух суток. Планировалась при необходимости и оперативная переброска в регион частей Воздушно-десантных войск.
Для обеспечения безопасности Абхазии в случае начала конфликта в неё также планировалось введение дополнительных российских войск. К началу войны было несколько усилено присутствие ВС России в республике: за счёт БТГр 7-й гвардейской десантно-штурмовой дивизии и двух рот спецназа до максимально разрешённой численности в 3 тысячи человек был доукомплектован миротворческий контингент.

## Ход боевых действий

### 7 августа
Ночью 7 августа грузинские войска провели обстрел южных окраин Цхинвали дымовыми шашками, около 23 часов начав обстрел из стрелкового оружия.

### 8 августа
Цхинвали: В ночь на 8 августа (ок. 00:15) база российского батальона смешанных сил по поддержанию мира на окраине Цхинвали подверглась обстрелу из грузинских реактивных установок «Град», а примерно в 03:30 начался штурм города с применением танков.
За несколько минут до начала операции грузинских сил командующему ССПМ генералу Марату Кулахметову министр обороны Грузии сообщил по телефону из Тбилиси об отмене перемирия. На экстренно созванном брифинге в Цхинвале Кулахметов заявил журналистам: «Грузинская сторона фактически объявила Южной Осетии войну». Кулахметов сразу же доложил об этом командующему российской 58-й армии Анатолию Хрулёву.
Лиахвское ущелье: Хрулёв, после получения подтверждения из штаба СКВО, начал работу по приведению в боевую готовность войск и выработке решения, согласно которому были переданы приказы в соединения на совершение маршей с указанием районов, куда они должны прийти, где расположиться, сосредоточиться, к каким действиям быть готовым. На подходе к Рокскому тоннелю были заранее размещены две батальонных тактических группы от двух мотострелковых полков 58-й армии, общей численностью чуть больше 700 человек (по словам Хрулёва, его части выдвинулись в 1:40). В штаб армии прибыл командующий СКВО генерал-полковник Сергей Макаров вместе с группой офицеров штаба округа. За два дня до этого (5 августа) он утвердил решение командующего 58-й армией усилить российский военный контингент в составе ССПМ в зоне конфликта, по его словам, на случай возникновения угрозы военных действий.
Цхинвали: В 00:30 командующий операциями вооружённых сил Грузии генерал Мамука Курашвили объявил в эфире телеканала «Рустави-2», что, в связи с отказом осетинской стороны от диалога для стабилизации обстановки, грузинская сторона «приняла решение о восстановлении конституционного порядка в зоне конфликта». М. Курашвили призвал российских миротворцев, дислоцированных в зоне боёв, не вмешиваться в ситуацию.
К утру МВД Грузии передало сообщение: «Под контроль правительственных сил взяты сёла Мугут, Дидмуха и Дмениси, а также окраины города Цхинвали».
Около 10 часов 8 августа госминистр по реинтеграции Грузии Темур Якобашвили призвал Россию вмешаться в грузино-осетинский конфликт в качестве «настоящего миротворца». Якобашвили также заявил, что Грузия контролирует «почти все» населённые пункты Южной Осетии, кроме Цхинвала и Джавы.
Цхинвали: Более десяти российских военнослужащих на базе ССПМ было убито, несколько десятков — ранено. По данным грузинской стороны — российские миротворцы в нарушение своего статуса вели артиллерийский огонь по грузинским позициям; Международная комиссия по выяснению обстоятельств конфликта заявила, что не может подтвердить факты целенаправленного обстрела российских миротворцев грузинскими войсками или атаки со стороны самих миротворцев в ходе боёв, не имея независимых свидетельств. Правозащитная организация Human Rights Watch подтвердила факт разрушения российских постов ССПМ в Цхинвали и Хетагурово, однако заявила, что у неё не было возможности подтвердить или опровергнуть факты преднамеренного нападения на миротворцев или неправомерного ведения огня самими миротворцами.
Гори и Тбилиси: Утром 8 августа российская авиация начала бомбардировку целей на территории Грузии. По заявлениям российских военных, «самолёты накрывали только военные объекты: военная база в Гори, аэродромы Вазиани и Марнеули, где базируются самолёты Су-25 и Л-39, а также РЛС в 40 километрах от Тбилиси». При этом официального объявления войны не последовало.
Лиахвское ущелье: О вводе российских войск в Южную Осетию первым сообщил Первый канал в выпуске новостей в 15:00 8 августа. По утверждению официального представителя минобороны РФ генерал-лейтенанта Николая Уварова, первое российское боевое подразделение (1-й батальон 135-го полка) прошло через Рокский тоннель в 14:30. По версии генерал-лейтенанта Анатолия Хрулёва, во время войны командовавшего 58-й армией, первая российская батальонная тактическая группа прошла Рокский тоннель гораздо раньше — в 1:40 ночью 8 августа.
Около 17 часов глава МИД Грузии Эка Ткешелашвили призвала зарубежные страны оказать давление на российское руководство, дабы прекратить «прямую военную агрессию» на территории Грузии. Министр иностранных дел России Сергей Лавров заявил, что ещё утром 8 августа Грузия призывала Россию выступить в роли миротворца: «Мы это и делаем», — сказал Лавров.

### 9 августа
Лиахвское ущелье: продолжалась переброска войск с территории России в Южную Осетию и создание ударной группировки. Утром помощник главкома сухопутных войск РФ И. Конашенков заявил, что части и подразделения 58-й армии, прибыв на окраину Цхинвали, «приступили к подготовке операции по принуждению к миру в зоне ответственности миротворцев».
В район боевых действий была переброшена 76-я гвардейская десантно-штурмовая дивизия.

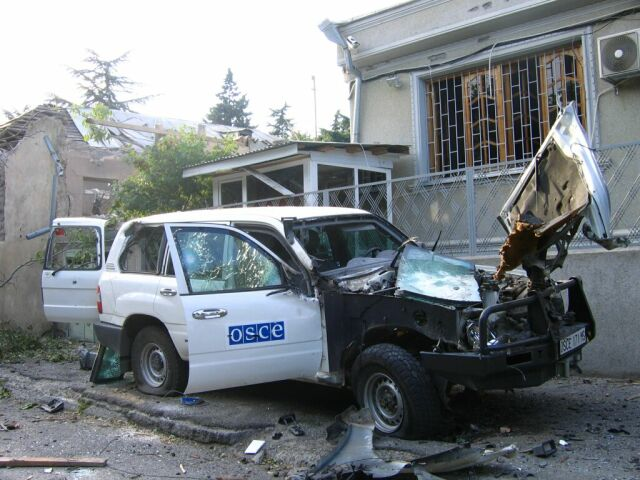
Повреждённый автомобиль у здания миссии ОБСЕ в Цхинвале

Цхинвали: Днём произошла неудачная попытка деблокирования российских сил ССПМ в Цхинвали силами батальонной группы 135-го мотострелкового полка. Группа подошла к городу по объездной дороге и попала в засаду на въезде в Цхинвали. Понеся потери в людях и технике, группа отошла из города; в бою были ранены несколько корреспондентов российских СМИ и командующий 58-й армией генерал-лейтенант А. Н. Хрулёв. Не получив подкрепления, российские военные отступили из Южного лагеря ССПМ. К полудню грузинские военные самостоятельно отступили из города. К ночи в пустующий город зашёл чеченский батальон «Восток».
В течение дня продолжался обмен артиллерийским огнём и удары российской авиации по территории Грузии.
Чёрное море: Российские корабли вошли в территориальные воды Грузии и приступили к боевому патрулированию. В Абхазии в это время началась высадка морского десанта в районе Очамчира и переброска частей ВДВ на аэродром Сухуми.

### 10 августа
Чёрное море: Произошёл морской бой с участием группы кораблей флота РФ (во главе с флагманским крейсером «Москва», большими десантными кораблями «Ямал» и «Саратов», и другими) и грузинских катеров. Морская пехота Черноморского флота РФ заняла главный порт Грузии Поти и уничтожила все грузинские катера и корабли, имевшие военную маркировку, включая пограничные.
Цхинвали: Основные части российских войск вошли в город.

### 11 августа
Гори и Поти: 11 августа российские войска, перейдя границы Абхазии и Южной Осетии, вошли на ранее бесконфликтную грузинскую территорию. Вторгшаяся со стороны Абхазии российская армия без боя заняла западногрузинский город Зугдиди. В результате продвижения колонн российской бронетехники грузинские солдаты оставили город Гори.
Сотрудник МВД Южной Осетии заявил, что был сбит грузинский Су-25, атаковавший позиции 58-й армии. Ранее в этот день российский военный представитель заявил, что ВВС России прочно завоевали господство в небе и военные самолёты Грузии не летают. Российские войска заняли грузинское село Хурча в Зугдидском районе. Российские войска подошли к городу Сенаки и отступили после того, как ликвидировали возможность обстрелов с военной базы.

## Перемирие

### 12 августа
12 августа на рабочей встрече в Кремле с министром обороны А. Э. Сердюковым и начальником Генштаба Н. Е. Макаровым Президент России Д. А. Медведев заявил: «На основе доклада принял решение о завершении операции по принуждению Грузии к миру: <…> Безопасность наших миротворческих сил и гражданского населения восстановлена. Агрессор наказан и понёс значительные потери. Его вооружённые силы дезорганизованы. При возникновении очагов сопротивления и иных агрессивных наступлений принимать решения об уничтожении».
После этого во время визита в Москву председателя ЕС президента Франции Н. Саркози в ходе встречи с президентом России Дмитрием Медведевым и премьер-министром Владимиром Путиным были согласованы шесть принципов мирного урегулирования (План Медведева — Саркози):
1. Отказ от использования силы.
2. Окончательное прекращение всех военных действий.
3. Свободный доступ к гуманитарной помощи.
4. Возвращение Вооружённых сил Грузии в места их постоянной дислокации.
5. Вывод Вооружённых сил РФ на линию, предшествующую началу боевых действий.
6. Начало международного обсуждения будущего статуса Южной Осетии и Абхазии и путей обеспечения их прочной безопасности.

После этого президент Саркози посетил Тбилиси, где провёл встречу с президентом Грузии М. Саакашвили.
Президент Чечни Р. А. Кадыров заявил о готовности направить 10 тысяч человек для поддержки российских миротворцев. Он назвал действия грузинских властей преступлением, заявив, что грузинская сторона совершала убийства мирного населения.

### 13 августа
Гори: По заявлению МВД Грузии, в 14 часов российские войска полностью заняли территорию грузинского города Гори. Российская сторона это не подтвердила. Радио «Эхо Москвы» утверждало, что в районе Гори присутствует батальон «Восток» 42-й гвардейской мотострелковой дивизии. Глава МИД РФ С. В. Лавров подтвердил присутствие российской армии вблизи грузинских городов Гори и Сенаки, но отверг информацию о её пребывании в Поти. Заместитель начальника Генштаба А. А. Ноговицын: «Российских танков в Гори нет, и быть не могло». Генштаб РФ: «Под Гори находились не танки, а БТРы». Представитель российского батальона сил ССПМ категорически отверг утверждения секретаря Совета нацбезопасности Грузии Александра Ломая о бомбардировке российскими военными города Гори и вводе туда казаков.
Гори и Тбилиси: По данным Франс Пресс и CNN, колонна российской военной техники вышла из Гори и направилась в сторону Тбилиси. По словам С. В. Лаврова, показанная CNN колонна состояла из полутора десятка танков, найденных российскими военными вблизи Гори и вывезеных оттуда для обеспечения безопасности мирного населения. По утверждениям журналиста Романа Доброхотова, не дошедшая 30 км до Тбилиси танковая колонна оказалась столь близко к грузинской столице из-за проблем со связью и навигацией.
Грузия приняла план урегулирования конфликта, но с оговорками. Так, по просьбе грузинского президента был убран пункт о начале обсуждения будущего статуса Южной Осетии и Абхазии. Президент Франции Н. Саркози подтвердил заявление М. Саакашвили, добавив, что пункт о начале обсуждения будущего статуса двух непризнанных республик убран с согласия президента РФ Д. А. Медведева. Этот пункт был переформулирован, так как допускал двусмысленную трактовку. После внесения изменений Саакашвили объявил, что подписывается под планом урегулирования и принимает условия прекращения огня.
По мнению Н. Саркози, «текст из шести пунктов не может ответить на все вопросы. Он не решает окончательно проблему».

### 14 августа

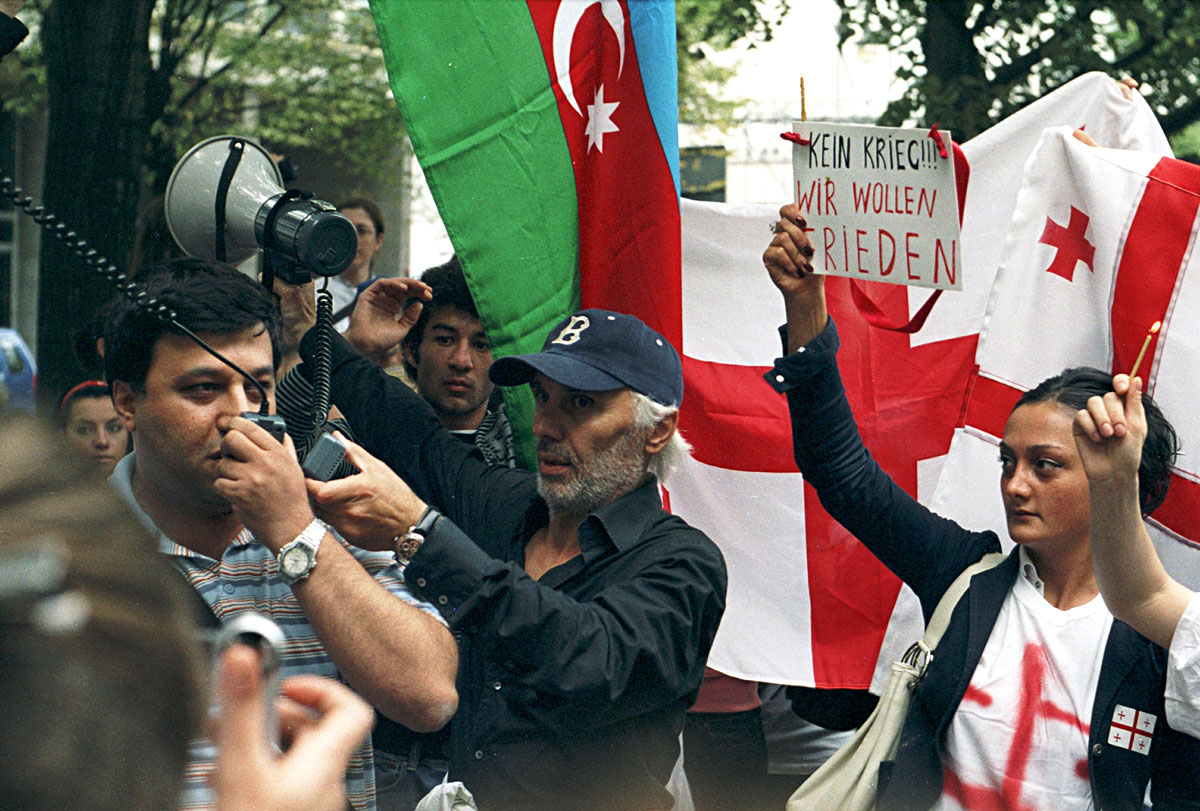
Протестующие против войны перед зданием посольства России в Берлине. 14 августа 2008

Произошло нападение неизвестных на служащих ООН в Гори, сообщило «Эхо Москвы» со ссылкой на «Франс Пресс». Глава информационно-аналитического управления МВД Грузии заявил, что российские войска минируют Гори и Поти.
Войска РФ передали контроль над Гори грузинским полицейским. Генерал-майор Вячеслав Борисов официально подтвердил: в Гори могут спокойно входить грузинские полицейские для совместного патрулирования. Вместе с грузинскими полицейскими в Гори въехали несколько групп журналистов. У некоторых из них забрали автомобили (журналисты обвинили в этом осетинских ополченцев). В окрестностях Гори был замечен грузинский спецназ. Ситуация в городе и его окрестностях вновь обострилась. Обстрелы и постоянные грабежи продолжались.

### 15 августа
Официальный представитель Минобороны РФ генерал-лейтенант Николай Уваров: «Миротворческая группировка в Южной Осетии будет увеличена, ей будет передана бронетехника».
Грузинская полиция, которой генерал Вячеслав Борисов накануне передал контроль над городом Гори, по его распоряжению была снова оттуда выведена и расположилась в километре от него.

### 16 августа

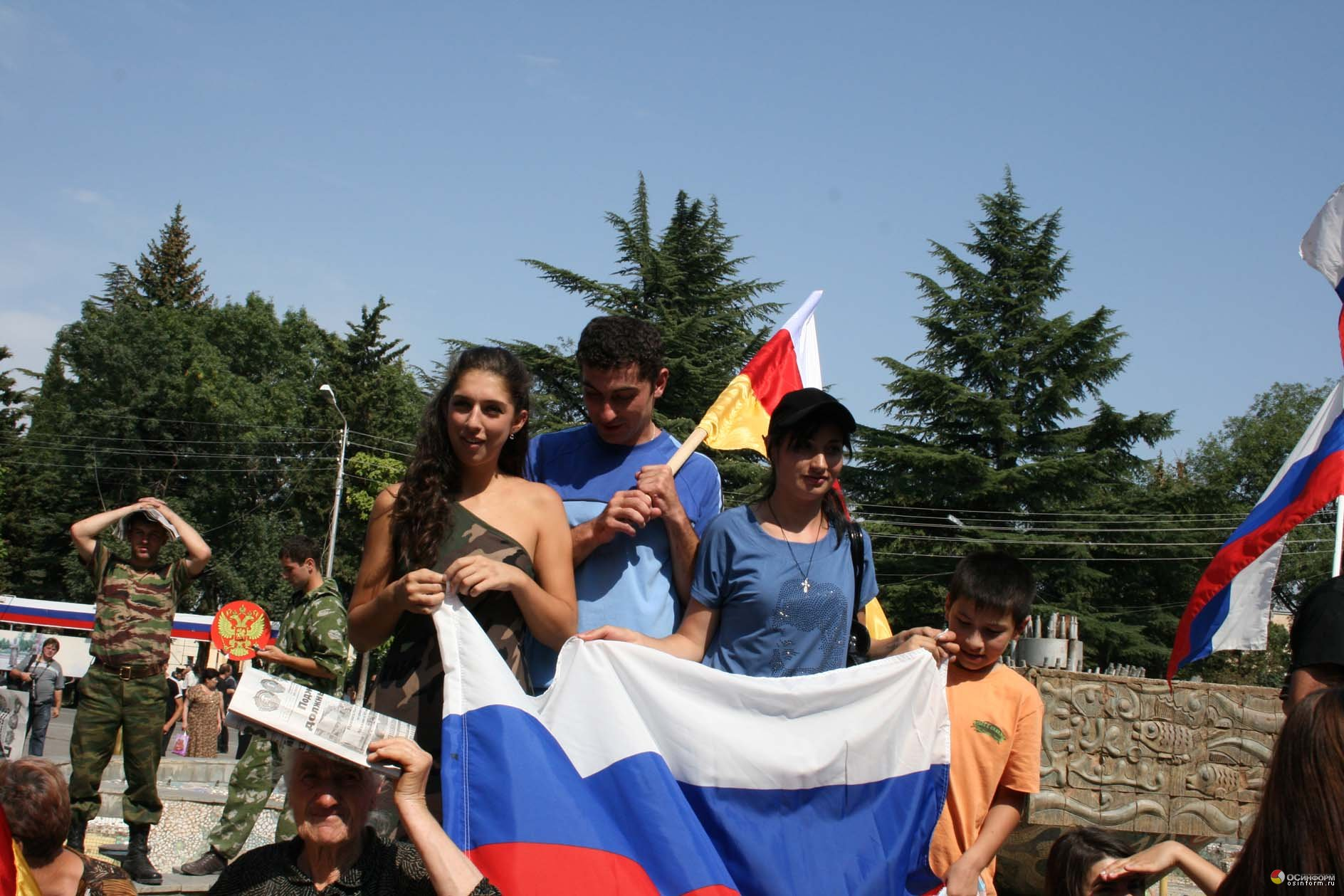
Митинг в Цхинвале 21 августа, посвящённый окончанию войны

16 августа президент России Д. А. Медведев поставил подпись под планом мирного урегулирования конфликта. До этого документ подписали руководители непризнанных государств Южная Осетия и Абхазия, а также президент Грузии М. Саакашвили. Подписание этого документа сторонами конфликта окончательно обозначило завершение военных действий.

### Террористические акты, обстрелы и покушения после заключения перемирия
- 3 октября 2008 года возле штаба миротворческих сил в Цхинвали был подорван привезённый для досмотра грузинский легковой автомобиль. Погибли семь российских военнослужащих, в том числе начальник Объединённого штаба сил по поддержанию мира в Южной Осетии Иван Петрик. Мощность взрывного устройства оценивается в 20 кг тротила.[источник не указан 877 дней]
- 3 октября в Ленингорском районе было совершено покушение на главу администрации Анатолия Маргиева[источник не указан 877 дней].
- 6 октября перед головной машиной колонны выводимых с территории Грузии российских миротворцев северо-восточнее Зугдиди произошёл подрыв взрывного устройства[243].
- В ноябре 2008 года ситуация оставалась напряжённой. Приходили сообщения о взрывах и обстрелах с человеческими жертвами как в районе грузино-осетинского конфликта[244][245][246][247][248][249], так и с грузино-абхазской границы[250][251].

## Международная комиссия по расследованию обстоятельств войны
В декабре 2008 года Европейским союзом была создана Международная комиссия по расследованию обстоятельств войны на Южном Кавказе в августе 2008 года, для международного изучения причин конфликта.
Эта комиссия, под руководством экс-представителя ООН в Грузии Хайди Тальявини, включала независимых военных экспертов, ей был выделен бюджет в размере 1,6 млн евро. Доклад комиссии должен был быть представлен 31 июля 2009 года, но его перенесли на 30 сентября.
30 сентября 2009 года комиссия опубликовала итоговый доклад. В нём делался вывод, что войну начала Грузия, действия же России, предшествовавшие этому, являлись многомесячными провокациями.
Ключевыми позициями доклада были:

- Боевые действия начались с масштабной грузинской операции против города Цхинвали и прилегающих территорий в ночь с 7 на 8 августа 2008 года, которой предшествовал массированный артиллерийский обстрел.
- Комиссия не может считать достаточно доказанным утверждение Грузии о вторжении значительных российских сил в Южную Осетию до 8 августа.
- Массовое предоставление российского гражданства жителям Грузии и раздача российских паспортов на грузинской территории, включая отколовшиеся провинции, без согласия правительства Грузии шла вразрез с принципами добрососедства, являлась откровенным вызовом суверенитету Грузии и вмешательством в её внутренние дела.
- Обвинения в геноциде, выдвигавшиеся против Грузии со стороны России и Южной Осетии, в последние месяцы идут на спад по причине отсутствия доказательств намерения Грузии совершить геноцид. Число погибших и пострадавших с югоосетинской стороны оказалось значительно ниже, чем утверждалось вначале. Российские представители говорили о примерно двух тысячах погибших мирных жителях Южной Осетии, но в результате эта цифра сократилась до 162.
- Возникает вопрос, являлось ли применение Грузией силы в Южной Осетии оправданным с точки зрения международного права? По нашему мнению, ответить на него следует отрицательно.
- В то же время, все операции югоосетинских сил, за исключением непосредственно направленных на отражение нападения грузинской армии, в особенности акты насилия в отношении этнических грузин в Южной Осетии и за её пределами, были нарушением международного гуманитарного права и прав человека. Также незаконными являлись все действия югоосетинских сил против грузинской армии, предпринятые после 12 августа 2008 года, когда было заключено соглашение о прекращении огня.
- Следующий вопрос состоит в том, являлось ли оправданным применение грузинской армией силы в отношении российских миротворцев на грузинской территории (в Южной Осетии)? Ответ, опять-таки, отрицательный.
- Не приходится сомневаться в том, что Россия имела право отразить нападение на своих миротворцев средствами, пропорциональными угрозе. Таким образом, на первом этапе конфликта применение Россией силы в целях обороны следует признать законным.
- Вместе с тем, с учётом масштабов изначальной грузинской атаки, необходимость и оправданность дальнейших действий России вызывают сомнения. Представляется, что большая часть этих действий вышла далеко за рамки необходимой обороны. Перенос боевых действий вглубь территории Грузии явился нарушением международного права, и на данном этапе грузинские войска действовали, осуществляя право на самооборону в соответствии со статей 51 Устава ООН.
- В оправдание своих действий Россия ссылалась на необходимость защиты своих граждан, проживавших в Южной Осетии, в соответствии со статей 61 (2) Конституции РФ.
- Начиная с 1945 года, многие государства вели боевые действия под предлогом защиты своих граждан за рубежом, и в ряде случаев законность этих действий вызывала споры. Определённого международного закона по данному поводу не существует. Однако присутствует общее понимание, что подобные операции должны быть ограниченными по времени и масштабам, и иметь целью прежде всего спасение и эвакуацию людей. В данном случае, Россия далеко вышла за эти рамки.
- Миссией установлено, что в ходе конфликта все стороны — грузинская армия, российская армия и югоосетинские силы — нарушали международное гуманитарное право и права человека. Многочисленные нарушения были совершены югоосетинскими ополченцами, разного рода добровольцами и наемниками, а также просто отдельными вооруженными лицами. Установить виновных в каждом отдельном случае весьма сложно, ещё и потому, что российская и грузинская армии использовали в основном одинаковое вооружение. Отдельные нарушения имеют признаки военных преступлений.
- После тщательного изучения фактов в свете действующих законов, комиссия находит необоснованными обвинения Грузии в геноциде.
- Комиссия также полагает, что анализ причин конфликта нельзя сводить к событиям августа 2008 года.
- Также следует принять во внимание предшествовавшие обстоятельства: годы провокаций, взаимных обвинений, военного и политического давления и актов насилия как в зоне конфликта, так и вне её, равно как и нарастание напряженности в последние месяцы и недели перед началом войны.
- Нельзя забывать как о давлении великой державы на маленького непокорного соседа, так и о склонности этого маленького соседа реагировать чересчур бурно и действовать в критический момент, не думая о последствиях, хотя это и можно объяснить его страхом потерять существенную часть своей территории в результате ползучей аннексии.

— Главные положения доклада ЕС о войне России с Грузией // Би-би-си
В итоговом докладе комиссии указывается, что первоначальный ответ России на нападение грузинских войск на Цхинвали был оправдан целями защиты, однако, по мнению комиссии, последующие действия российских войск были чрезмерными.
Также в докладе отмечалось, что все операции югоосетинских сил, за исключением непосредственно направленных на отражение нападения грузинской армии, в особенности акты насилия в отношении этнических грузин в Южной Осетии и за её пределами, были нарушением международного гуманитарного права и прав человека. Также незаконными являлись все действия югоосетинских сил против грузинской армии, предпринятые после 12 августа 2008 года, когда было заключено соглашение о прекращении огня. Многочисленные нарушения были совершены югоосетинскими ополченцами, разного рода добровольцами и наёмниками, а также просто отдельными вооружёнными лицами. Обвинения в геноциде, выдвигавшиеся против Грузии со стороны России и Южной Осетии, в последние месяцы шли на спад по причине отсутствия доказательств намерения Грузии совершить геноцид.

## Потери сторон и жертвы войны

### Воинские потери и гражданские жертвы
13 августа в России, Южной Осетии и Грузии был объявлен траур по погибшим в ходе войны.

#### Южная Осетия

##### Официальные данные
В ходе августа 2008 года южноосетинские власти заявляли о многочисленных гражданских потерях в Южной Осетии:
- К вечеру 8 августа президент ЮО Эдуард Кокойты заявил о более чем 1400 гражданских жертв[258][259].
- Утром 9 августа официальный представитель правительства ЮО Ирина Гаглоева заявила о 1600 погибших[260], вечером посол России в Грузии Вячеслав Коваленко заявил, что погибло не менее 2000 жителей Цхинвали (около 3 % населения Южной Осетии)[261].
- 11 августа официальный представитель МИД РФ Борис Малахов заявил, что по уточнённым данным погибли примерно 1600 мирных граждан[259][262], позднее цифра увеличилась до 2000 человек, но без уточнения источника[259].
- В управлении информации МЧС РФ 12 августа 2008 года сообщили, что в медучреждениях Северной Осетии находятся 178 человек, пострадавших от боёв в Южной Осетии, в том числе 13 детей[263][264]. По информации руководителя Федерального медико-биологического агентства Владимира Уйбы, среди детей «нет тяжелораненых»[265].
- 16 августа министр внутренних дел ЮО Михаил Миндзаев назвал промежуточным числом погибших цифру в более 2100 человек[266].
- 20 августа, по словам Ирины Гаглоевой, Южная Осетия потеряла 1492 человека погибшими[267], но в прокуратуре Южной Осетии заявили, что установлена и задокументирована гибель 69 жителей Южной Осетии (в том числе трое детей), без учёта погибших в сельских районах[268]. Замглавы Следственного комитета при прокуратуре РФ (СКП) Борис Салмаксов заявил, что невозможно точно установить число погибших в Цхинвали до той поры, «когда будут допрошены все беженцы». Он заявил, что СКП располагал данными о 133 погибших[269], уточнив, что не вскрыты многие захоронения, оставшиеся в Южной Осетии после начала войны[270].
- 22 августа вице-спикер парламента ЮО Торзан Кокойти заявил, что по данным югоосетинского МВД предварительное число погибших — 2100 человек[271].
- 28 августа генпрокурор ЮО Теймураз Хугаев заявил, что имеет данные о 1692 погибших и 1500 раненых[272].
- 5 сентября глава СКП РФ Александр Бастрыкин заявил, что их следователями задокументирована гибель 134 мирных граждан[273].
- 17 сентября генпрокурор ЮО Таймураз Хугаев заявил о 1694 погибших, включая 32 солдат и сотрудников МВД ЮО[274].

3 июля 2009 года глава СКП РФ Александр Бастрыкин заявил, что жертвами «геноцида» стали 162 мирных жителя и 255 получили ранения, назвав данные неокончательными.
По состоянию на 2011 год пропавшими без вести в ходе войны числились 7 жителей Южной Осетии.

##### Другие данные
Представители международной правозащитной организации Human Rights Watch (HRW) во Владикавказе поставили под сомнение заявления осетинских властей о числе погибших. По словам представителя HRW Татьяны Локшиной, данные об огромном числе убитых не подтверждаются фиксируемым количеством раненых. Она заявила: «С утра 9 августа по вечер 10 августа [в госпиталь] в общей сложности поступило 52 раненых. При этом 90 % этих раненых — военнослужащие, 10 % — гражданское население. Мы не пытаемся утверждать, что эта статистика является репрезентативной, но руководство госпиталя сообщает, что раненые проходят именно через них». По её словам, официальные данные о количестве убитых не подтверждаются и свидетельскими показаниями беженцев из Цхинвали, прибывших в Северную Осетию после окончания боёв в этом городе. Как рассказала радиостанции «Эхо Москвы» сотрудник организации, на 14 августа в центральной больнице Цхинвали было зарегистрировано менее 50 погибших и 273 раненых (среди раненых большинство — военные). В Human Rights Watch подчеркнули, что эти данные не включают число погибших в различных сёлах рядом со Цхинвали. Вместе с тем, представитель организации 14 августа сказала в интервью: «Но мы общались и с жителями, которые хоронили убитых во дворах, огородах… С учётом этого цифры, названные нам врачами, — 273 раненых и 44 убитых — не являются исчерпывающими».
В августе 2008 года Human Rights Watch сделала заявление, что значительную часть погибших жителей Южной Осетии составили вооружённые ополченцы, которых нельзя учитывать в качестве жертв среди гражданского населения.
Комиссар по правам человека Совета Европы Томас Хаммарберг предположил, что цифры Human Rights Watch занижены: «Я не хотел бы политизировать дискуссию вокруг жертв конфликта, но, во всяком случае, число погибших, видимо, больше, чем число точно установленных жертв, которое приводилось некоторыми организациями, например, Human Rights Watch». Он отметил, что «многие сообщения говорят о том, что люди хоронили погибших в своих домах, в своих городах из-за проблем с разлагающимися телами».
В то же время журналист украинского информационного агентства «Интернет-газета Донбасса» высказал мнение, что часть фотографий, представленных на фотовыставке «Южная Осетия: хроника геноцида» была сделана в грузинском городе Гори.
Двумя организациями («Общественная комиссия по расследованию военных преступлений в Южной Осетии и помощи пострадавшему гражданскому населению» и информационным агентством Регнум) в 2008 году были составлен пофамильный список погибших:
- 4 сентября «Общественная комиссия» опубликовала список погибших в количестве 310 человек с указанием ФИО, возраста, причины гибели и места захоронения[284]. Этот список являлся неокончательным и пополнялся по мере установления точной информации о лицах, чья судьба установлена недостоверно или с надеждой, что люди живы. 28 октября этот список составил 365 человек[284]. В то же время комиссия оказалась недоступна для работников HRW и Мемориала, которые пытались выйти на контакт с ними для уточнения подробностей[285].
- Ссылаясь на информацию собственной проверки, агентство Регнум поставило под сомнение 8 пунктов из списка: по их мнению, 5 человек погибли до войны, ещё по 3 людям смущало отсутствие их фамилий в списке погибших для данного села (Хетагурово). По состоянию на 4 сентября 2008 года список агентства Регнум содержал 311 имён погибших[286].

При этом, по мнению члена ПЦ Мемориал А. Черкасова, только пофамильный список погибших остаётся единственной возможностью посчитать настоящее количество погибших, основываясь на проверяемых данных.
Комиссией по расследованию обстоятельств войны оценки руководства ЮО были признаны завышенными, а заявления российских чиновников о геноциде осетинского населения не нашли подтверждения.

#### Россия

##### Официальные данные
Минобороны РФ 12 августа заявило, что боевые задачи в Южной Осетии выполняли только контрактники, а военнослужащие срочной службы не участвуют в боях, но представитель ГОМУ ГШ ВС РФ сообщил, что в боях участвовало незначительное количество военнослужащих срочной службы.
По предварительным данным замначальника Генштаба ВС РФ, на 13 августа потери российских военнослужащих составляли 74 человека погибшими, 19 пропавшими без вести, 171 — ранеными. По данным главного военного прокурора РФ С. Н. Фридинского, на 3 сентября потери военнослужащих составили 71 человек погибшими и 340 — ранеными. Эти данные подтвердил военкор Александр Коц, сообщавший о гибели 26-27 человек при деблокировании миротворцев 9 августа, что составило треть всех потерь за всю пятидневную войну. В списке погибших российских военных российского агентства Регнум на одну фамилию больше, чем в официальных цифрах.
По состоянию на середину 2009 года официальная информация о потерях российских войск оставалась противоречивой: в феврале замминистра обороны РФ заявил, что погибли 64 военнослужащих (согласно пофамильному списку), 3 пропали без вести и 283 получили ранения. Однако в августе заместитель министра иностранных дел Григорий Карасин заявил о 48 погибших и 162 раненых. Причины такого расхождения в цифрах неизвестны.

##### Другие данные
По данным Грузии, Россия существенно занизила свои потери. Так, 12 августа президент Грузии Саакашвили заявил, что ВС Грузии уничтожили 400 российских солдат.
Грузинский веб-сайт «Наша Абхазия» 12 августа, ссылаясь на неназванные российские источники, указывал на большое количество убитых людей в Цхинвале, из чего некие так же неназванные комментаторы газеты сделали выводы, что это свидетельствует «об огромных потерях российской армии и т. н. „добровольцев“».

#### Грузия

##### Официальные данные Грузии
10 августа источник в грузинском правительстве сообщил, что на тот момент с начала войны погибло 130 граждан страны и 1165 ранено. В это число входят и военные, и мирные жители, погибшие на территории Грузии в результате российских авианалётов.
13 августа (по завершении боевых действий) министр здравоохранения Грузии Сандро Квиташвили сообщил, что за время войны погибло 175 граждан страны, но цифра не является окончательной.
19 августа была обнародована следующая официальная статистика потерь:
- Министерство обороны — 133 погибших, 70 пропавших без вести, 1199 раненых
- Министерство внутренних дел — 13 погибших, 209 раненых
- Гражданское население — 69 погибших, 61 раненый

Итого погибло 215, пропало без вести 70 и ранено 1469 граждан страны.
15 сентября данные о потерях были уточнены: сообщалось о гибели 154 военнослужащих МО, 14 сотрудников МВД и 188 мирных жителей; кроме того, тела 14 погибших военнослужащих не найдены. С учётом новых данных потери Грузии составили 356 человек погибшими.
Грузия официально опубликовала поимённые списки погибших:
- Список убитых гражданских лиц на грузинском языке[301] (Андрей Илларионов приводил перевод с грузинского на русский язык[302]), в списке указаны имя, фамилия, населённый пункт. Всего в списке 228 человек, но 62 фамилии помечены знаком «информация проверяется».
- Список погибших военных и полицейских: официальный поимённый список опубликован 25 сентября на английском языке[303]. По мере поступления новой информации он уточняется, всего в нём 169 человек.

Таким образом общее число убитых, согласно официальным спискам, равно 397, при этом 62 смерти официально не подтверждены. Данные о части убитых не могут быть перепроверены из-за отсутствия возможности грузинским официальным лицам работать на территории, контролируемой де-факто властями ЮО и российскими военными.

##### Другие данные
Некоторые российские источники обвиняли Грузию в существенном занижении понесённых потерь. Журналисты российской газеты «Коммерсантъ», находившиеся в Тбилиси 11 августа, цитировали неназванного офицера грузинской армии, по словам которого его подразделение только в госпиталь в Гори доставило почти 200 убитых грузинских солдат и офицеров из Южной Осетии. На части российских информационных порталов публиковались мнения экспертов об огромных потерях среди грузинских военнослужащих. 15 сентября неназванный источник в российской разведке заявил, что в ходе войны Грузия потеряла около 3000 сотрудников силовых структур. В СМИ также появилась информация, что часть погибших грузинских военнослужащих была захоронена без идентификации личности в братских могилах. Будучи неподтверждёнными данными из независимых источников, эти сообщения остались лишь предположениями.
Количество грузинских солдат, пленённых в ходе боёв, составило 15 человек.

#### Пострадавшие среди журналистов
- Были убиты трое журналистов: под огнём осетинских ополченцев Александр Климчук (сотрудничал с ИТАР-ТАСС, Русский Newsweek) и Григол Чихладзе[308][309], а в результате российской[310][311] кассетной бомбардировки главной площади Гори — голландский документальный кинооператор Стан Сториманс (телеканал RTL-2)[312][313].
- Были ранены: журналисты грузинской газеты «The Messenger» Теймураз Кигурадзе и Уинстон Фезерли (гражданин США) — под огнём осетинских ополченцев[308][309]. Пётр Гассиев, продюсер телеканала НТВ, под обстрелом в окрестностях Цхинвали[314]. Корреспондент телеканала «Вести» Александр Сладков, оператор Леонид Лосев и видеоинженер Игорь Уклеин[315] — под обстрелом двигавшейся в направлении Цхинвали колонны 58-й армии[316]. Специальный корреспондент «Комсомольской правды» Александр Коц, ехавший в составе колонны 58-й армии и оказавшийся в центре боя[309][317][318]. В Цхинвали ранен турок Гурай Ирвин Секинц и ещё один турецкий журналист[308][319][320]. При обстреле Гори был ранен коллега Стана Сториманса Йерун Аккерманс[312][313], одновременно был тяжело ранен корреспондент израильской газеты «Едиот Ахронот» Цадок Йехезкели[321]. Корреспондентка грузинского телевидения Тамара Урушадзе получила лёгкое ранение в прямом эфире. Предположительно, её ранил снайпер[322].

### Беженцы
15 августа официальный представитель Управления верховного комиссара ООН по делам беженцев Рон Редмонд сообщил, что беженцами в результате конфликта стали более 118 тыс. человек, в том числе около 30 тысяч югоосетинских беженцев находятся в России, ещё порядка 15 тысяч человек (этнические грузины) перебрались из Южной Осетии в Грузию и ещё 73 тыс. человек покинули свои дома в Грузии, включая большинство жителей Гори. Уже за период с 12 по 20 августа 2008 года в Южную Осетию вернулись 17,9 тысячи человек.
The Guardian от 1 сентября 2008 года утверждала об свидетельствах очевидцев об этнических чистках грузинского населения 12 августа 2008 года в деревне Каралети и соседних деревнях к северу от Гори.
Российские СМИ и официальные лица (в том числе премьер-министр Владимир Путин) неоднократно заявляли об этнических чистках осетинского населения, преимущественно применяя формулировку «геноцид».
После окончания войны в ходе интервью газете Коммерсантъ Кокойты признал случаи мародёрства в грузинских сёлах. Он признал также уничтожение грузинских анклавов, употребив выражение «Мы там практически выровняли всё», и отметил невозможность возвращения туда грузин: «Мы не намерены туда больше кого-то запускать». Позднее, однако, он заявил, что все беженцы из Южной Осетии грузинской национальности смогут вернуться на территорию Южной Осетии; однако те из них, кто не имеет гражданства Южной Осетии, должны будут получить его и отказаться от грузинского гражданства. Речь шла о жителях некоторых (разрушенных в ходе войны) грузинонаселённых сёл Южной Осетии, не принимавших никакого участия в боевых действиях против Южной Осетии: в их отношении южноосетинские власти намерены провести особо тщательную персональную проверку перед тем, как разрешить им вернуться назад, так как прокуратура Южной Осетии считает, что жители этих сёл участвовали в вооружённых формированиях и принимали участие в геноциде осетинского народа.

### Удерживаемые Грузией граждане России
По сообщениям информационных агентств (РИА Новости, Интерфакс, Вести.ру) со слов очевидцев, туристы — граждане России, отдыхавшие на территории Грузии, были задержаны грузинскими властями, которые не дали им выехать из страны. Грузинская полиция задерживала их на блок-постах на выезде из населённых пунктов. Многие граждане России находились в Грузии с малолетними детьми. Также блокирован выезд российским гражданам в Армению, Турцию и в Тбилиси. МИД Российской Федерации заявил 10 августа, что задержание Грузией российских граждан «станет предметом обсуждения в международных организациях».
11 августа МИД России направил Грузии ноту, что по состоянию на 10 августа минимум 356 граждан России (из обратившихся в посольство в Тбилиси) не могут выехать с территории Грузии: «Мы требуем, чтобы грузинские власти прекратили нарушать международные нормы. Вся ответственность за последствия такой ситуации ложится на грузинскую сторону».
По сообщению «Новых известий», посольство России в Грузии не организовало эвакуацию; Пресс-служба МЧС России сообщила, что они не получили поручения об этом из МИДа. Информацию о задержке граждан России отвергли замминистра иностранных дел Грузии Григол Вашадзе и начальник пресс-центра пограничной полиции Грузии Лела Мчедлидзе, утверждая, что «выехавшие из Грузии россияне, прилетевшие из Еревана, не имели никаких препятствий при выезде из Грузии».

### Удерживаемые Южной Осетией граждане России
По сведениям газеты Коммерсантъ от 1 сентября 2008 года, двое жителей Северной Осетии, Вадим и Владислав Козаевы, выехавшие в Цхинвал 9 августа 2008 года, чтобы вывезти в Россию свою мать, столкнулись в Джаве с президентом Южной Осетии Э. Кокойты, которого знали лично. Братья обвинили Кокойты в том, что тот, «заранее зная о предстоящих военных событиях, уехал из Цхинвала, не позаботившись об эвакуации мирных жителей». Охрана Кокойты избила и задержала братьев; им было предъявлено обвинение в «расколе осетинского общества». На пресс-конференции Кокойты заявил, что граждан России не собираются отпускать. 10 сентября 2008 года, после месяца заключения братья Козаевы пересекли Рокский тоннель и оказались на территории Российской Федерации.

### Разрушения и потери в технике
По словам главкома Сухопутных войск России, 10 приграничных югоосетинских населённых пунктов «полностью стёрты с лица земли».
Правозащитный центр «Мемориал» сообщал, что грузинские сёла Южной Осетии Кехви, Курта, Ачабети, Тамарашени, Эредви, Уанат, Авневи были практически полностью сожжены. Уничтожение грузинских сёл подтвердил в интервью газете «Коммерсант» Эдуард Кокойты.
17 августа заместитель министра регионального развития РФ Владимир Бланк заявил, что из более чем 7000 зданий в Цхинвале примерно каждое десятое не подлежит восстановлению, а 20 % получили повреждения различной степени. Эта оценка ущерба гораздо ниже приводившихся ранее. В первые дни войны в СМИ появлялась информация, что к 9 августа город Цхинвали был почти полностью разрушен (по словам официального представителя правительства Южной Осетии Ирины Гаглоевой, в нём было разрушено около 70 % жилых домов). Впоследствии министр по чрезвычайным ситуациям РФ Сергей Шойгу уточнил, что разрушено более 2500 жилых зданий, из них 1100 не подлежат восстановлению.
Александр Брод обвинил Грузию в уничтожении еврейского квартала Цхинвали. Однако Андрей Илларионов, побывавший, по своим словам, в октябре 2008 года на развалинах еврейского квартала, заявил, что эта часть города производила впечатление давно заброшенного места: прямо посреди развалин росли кустарники и деревья высотой до нескольких метров (квартал действительно был разрушен ещё в ходе войны 1991—1992 годов и уже тогда был покинут жителями). В ходе боёв были частично уничтожены и повреждены здания и казармы российских миротворческих сил на южной окраине Цхинвала.
22 августа вице-спикер парламента Южной Осетии Тарзан Кокойты заявил, что вся территория Южной Осетии (за исключением Ленингорского района, который Грузия считала своим) подверглась обстрелу из тяжёлых орудий и систем залпового огня. «В самом Цхинвале разрушены заводы „Электровибромашина“, „Эмальпровод“, механический, фабрика бельевого трикотажа. Сегодня вести речь о том, что в республике есть своя промышленность, нет смысла», сказал Т. Кокойты.
Отмечены многочисленные случаи поджогов и мародёрства в приграничных с Южной Осетией сёлах Грузии со стороны югоосетинских формирований, также осетинскими силами было сожжено и разграблено несколько сёл севернее Цхинвали.
Власти Грузии обвиняли российские вооружённые силы в вандализме, в том числе в причинении ущерба уникальным историческим памятникам, и в экоциде, а именно — поджоге лесов в Боржомском национальном парке в ходе проведения военной операции на территории страны.
Сообщалось о разрушении железнодорожного моста в Капском районе Грузии.

#### Потери в технике Грузии

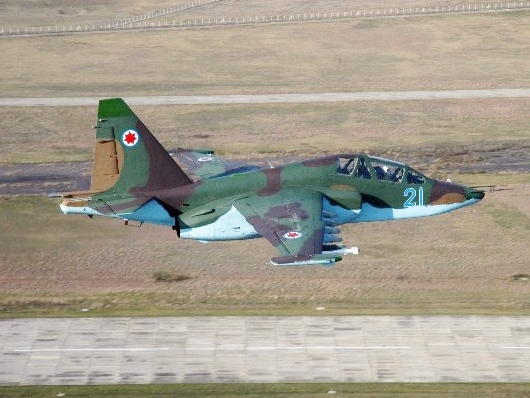
Су-25УБ грузинских ВВС

Потери авиации: с южноосетинской и российской стороны в разное время поступила информация о четырёх сбитых грузинских самолётах и одном вертолёте. Грузинская сторона отрицала свои потери в воздухе, но признала уничтожение трёх Ан-2 на аэродроме Марнеули в результате ударов российской авиации 8 августа. Кроме того, на захваченном аэродроме Сенаки российскими войсками были уничтожены три вертолёта (один Ми-14 и два Ми-24).

Грузинский журнал «Арсенал» сообщал, что один грузинский вертолёт (скорее всего, Ми-24) потерпел аварию в ходе боевых действий. Возможно, речь шла о вертолёте, подбитом 9 августа из установки ЗУ-23-2.

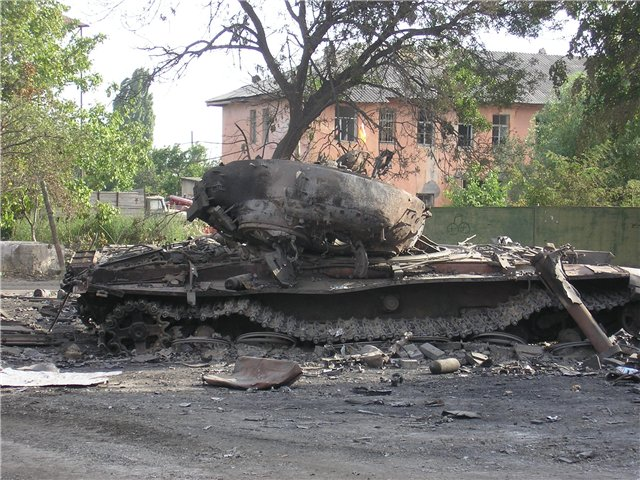
Уничтоженный Т-72 грузинской армии в Цхинвали

Потери в бронетехнике: В первый день войны южноосетинские представители сообщили, что к определённому моменту в Цхинвале было подбито 3 грузинских танка, причём один Т-72 лично подбил бывший министр обороны непризнанной республики Анатолий Баранкевич. К исходу первых суток боевых действий источник в российских силовых структурах заявил, что российские войска уничтожили большое количество грузинской бронетехники. Во время вечернего штурма Цхинвала 9 августа, по данным южноосетинской стороны, было подбито 12 грузинских танков. В целом потери бронетехники грузинских вооружённых сил непосредственно в ходе боевых действий оказались умеренными и не превысили 20 единиц всех типов (танки, БМП, бронемашины).

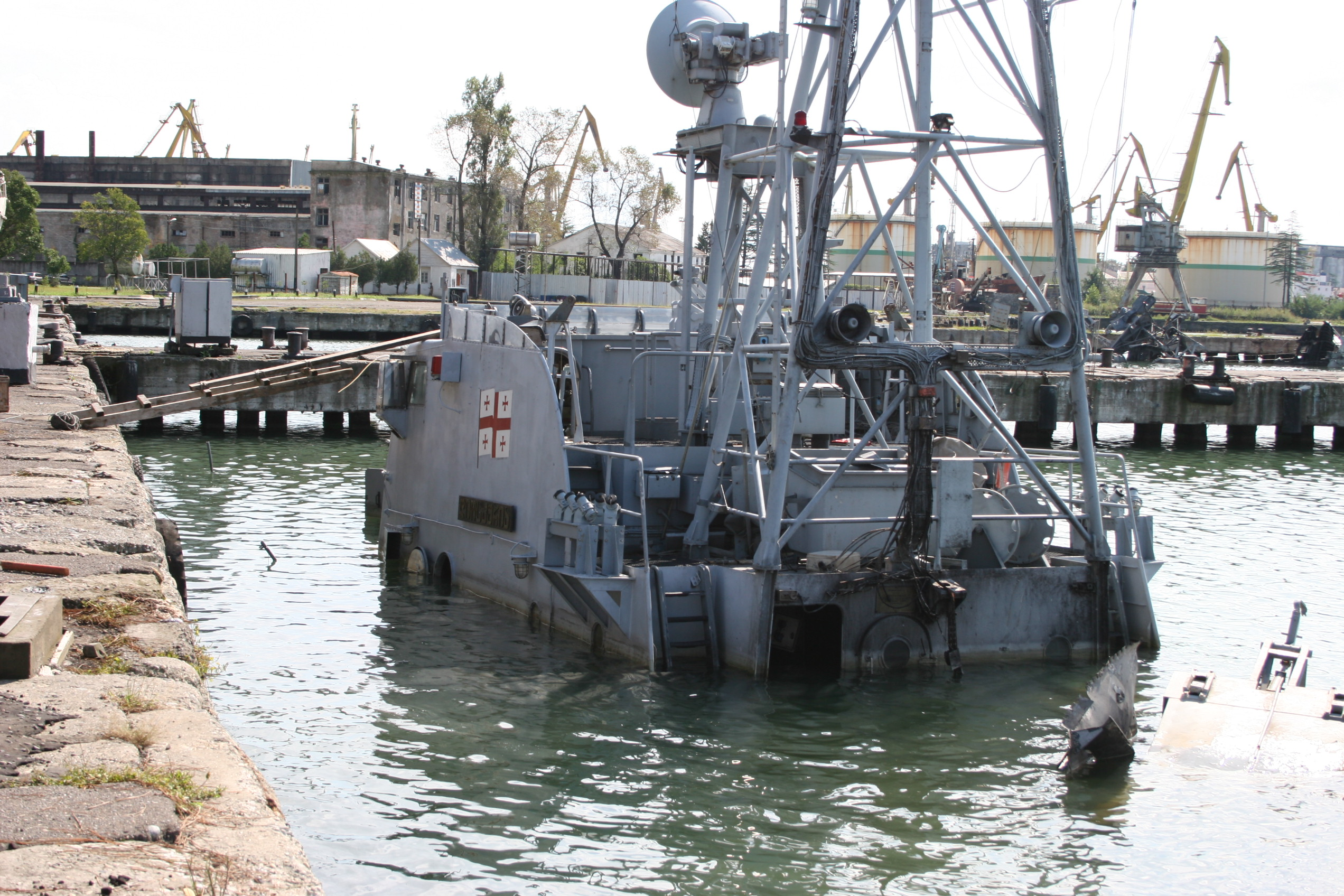
Затопленный грузинский катер в порту Поти

Потери флота: По утверждениям российских СМИ, грузинский флот был уничтожен «почти полностью»: в морском бое потоплены два катера (катера проектов 205 и 1400М «Гриф»), ещё несколько (до 10) уничтожены с воздуха и затоплены российскими десантниками у причалов в Поти.

##### Трофейная техника
19 августа замначальника Генштаба ВС РФ Анатолий Ноговицын заявил, что часть вооружения и военной техники, оставленной грузинской армией в ходе боёв, будет передана российской армии, а другая часть будет уничтожена. По данным Росбалта, российские силы захватили более 100 единиц бронетехники, в том числе 65 танков. Как заявил помощник главкома Сухопутных войск РФ полковник Игорь Конашенков, из этого числа более 20 танков были уничтожены как неисправные либо устаревшие. Российские войска также захватили несколько десятков единиц другой бронетехники, в том числе пять комплексов ПВО «Оса», 15 боевых машин пехоты БМП-2, гаубицы Д-30, а также самоходные артиллерийские установки чешского производства Дана и американские бронетранспортёры. По его словам, в основном захваченная техника произведена и доработана на Украине. На военной базе в городе Сенаки, которая была без боя оставлена грузинскими войсками, российские силы изъяли 1728 единиц оружия, в том числе 764 винтовки M-16 (производства США), 28 пулемётов M240 (также американского производства) и 754 автомата Калашникова.
19 августа пресс-секретарь американского Белого дома Гордон Джондро призвал Россию немедленно вернуть американскую военную технику, захваченную в ходе войны, если оно (военное оборудование) находится у России. 22 августа замначальника Генштаба ВС РФ Анатолий Ноговицын заявил, что российские военные нашли в захваченных «хамви» «много интересного» и не намерены возвращать их США, назвав соответствующее требование американцев «некорректным».

#### Потери в технике России

##### Потери авиации

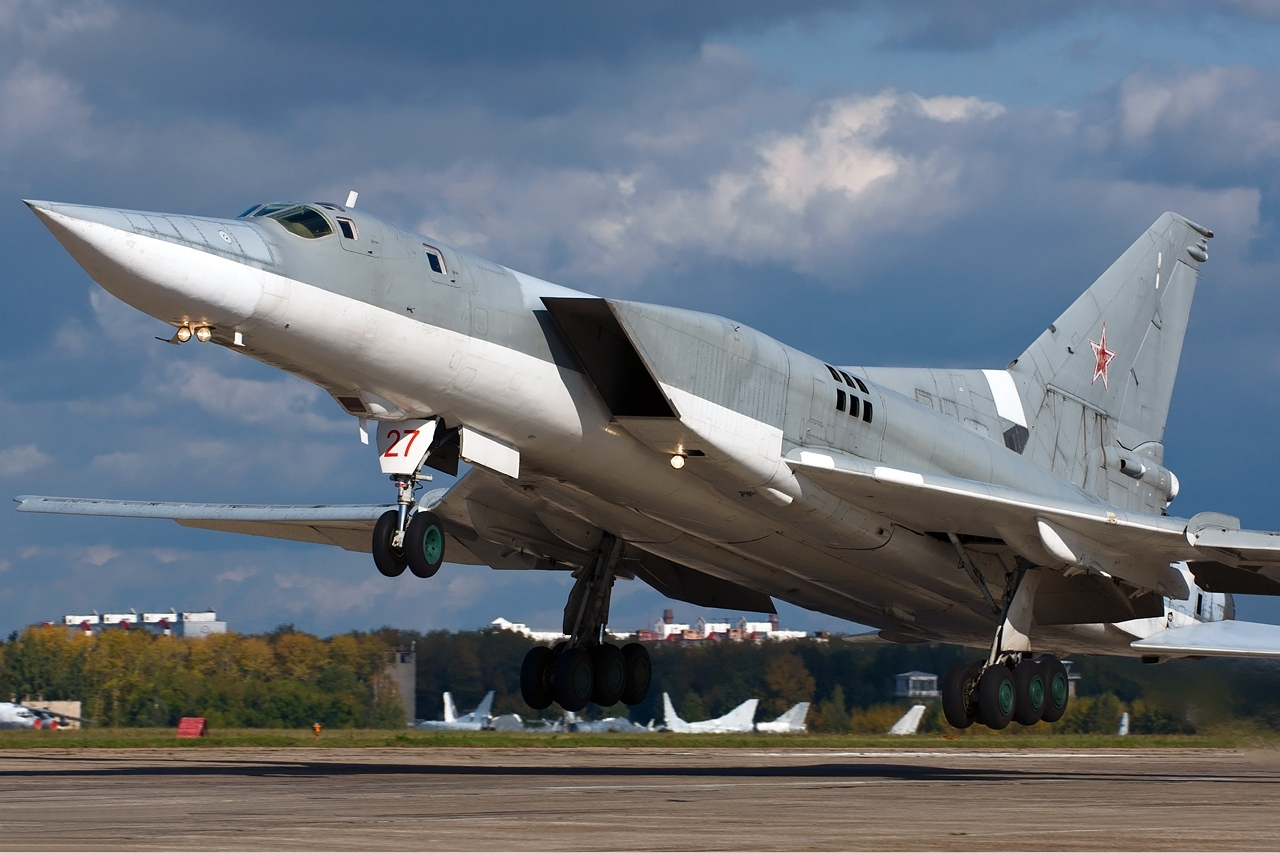
Ту-22М3. Российский самолёт этого типа был сбит в районе боевых действий в ночь на 9 августа

Секретарь Совета национальной безопасности Грузии Александр Ломая и министр Грузии по вопросам реинтеграции Темур Якобашвили заявили 8 августа о сбитии в зоне конфликта 4 российских самолётов; велись поиски обломков и катапультировавшегося пилота, однако со стороны МИД РФ эта информация была названа «бредом». В дальнейшем цифра заявленных сбитых самолётов постоянно росла; к концу войны грузинская сторона сообщала о 21 сбитом самолёте и 3 вертолётах.
Министерство обороны РФ официально признало потерю четырёх своих самолётов — трёх сбитых штурмовиков Су-25 и одного бомбардировщика (или разведчика) Ту-22М3. Кроме того, известно, что после окончания боевых действий, в ночь с 16 на 17 августа из-за несчастного случая при посадке сгорел вертолёт Ми-8 пограничной службы ФСБ РФ.
Ещё три Су-25, вернувшиеся на аэродромы с боевыми повреждениями, были списаны и также являются безвозвратными потерями.
Некоторые эксперты высказывали мнение о том, что реальные потери ВВС России несколько выше признанных. Так, руководитель Центра военного прогнозирования Анатолий Цыганок непосредственно после завершения боевых действий оценил потери российской авиации в семь самолётов (шесть Су-25 и один Ту-22М). По оценке другого эксперта, Саида Аминова, потери российской авиации составили семь самолётов (четыре Су-25, два Су-24 и один Ту-22М) и, возможно, один вертолёт (Ми-24). В июле 2009 года в журнале Moscow Defence Brief была опубликована статья, в которой говорится о сбитии шести самолётов ВВС России и приводятся обстоятельства потери каждого из них; автор статьи Антон Лавров также утверждает, что три из шести сбитых самолётов могли быть поражены «дружественным огнём». Один из них, штурмовик Су-25 подполковника Олега Теребунского, сбили осетинские ополченцы. Ему удалось катапультироваться и пешком добраться до базы российских войск в Джаве.
4 августа 2010 года опубликован доклад независимых экспертов, где сказано о 6 сбитых самолётах: три Су-25, два Су-24 и один Ту-22М3; 1 Су-24М — из 929-го ГЛИЦ и 1 Су-24М — из 968-го ИИСАП.

##### Потери в бронетехнике
Александр Ломая 9 августа заявил, что грузинскими силами в Южной Осетии подбито 10 единиц российской бронетехники. В конце дня замминистра внутренних дел Грузии Эка Згуладзе заявила об уничтожении 40 российских танков на подступах к Цхинвали.
Развёрнутая информация имеется о потере лишь 3 российских танков — Т-72Б(М) (141-го отдельного танкового батальона 19 мсд), Т-62М ((предположительно № 232у) 70-го мотострелкового полка 42 мсд) и Т-72 (№ 321 1-й роты танкового батальона 693-го мотострелкового полка 19 мсд).
По свидетельству корреспондента Газета.ру Ильи Азара, побывавшего в Цхинвале, российский батальон ССПМ в начале боевых действий потерял большое количество БМП. Однако не уточняется ни общее их количество, ни их тип.
4 августа 2010 опубликован доклад независимых экспертов, где приведены данные о технике, уничтоженной грузинским огнём:
| Название | Число | Примечание             |
| -------- | ----- | ---------------------- |
| Танки    | 3     | Т-72Б(М), Т-72Б, Т-62М |
| БМП-1    | 9     |                        |
| БМП-2    | 3     |                        |
| БТР-80   | 2     |                        |
| БМД-2    | 1     |                        |
| БРДМ-2   | 3     |                        |
| МТ-ЛБ    | 1     |                        |

Из уничтоженной автотехники — это: 20 единиц, сожжённых на парковке на территории российского батальона ССПМ в первые часы грузинского наступления 8 августа, ещё 10 грузовиков ГАЗ-66, входивших в состав миномётных батарей 135-го и 693-го мотострелковых полков, уничтоженных огнём артиллерии на шоссе в Цхинвал 9 августа, и 2 грузовых «Урала», уничтоженных ударом грузинских вертолётов 11 августа.
Заявлений об общем количестве потерянной бронетехники со стороны официальных лиц РФ не было.

#### Потери в технике войск Южной Осетии
Имеются сведения, подтверждённые фотографиями, о подбитом в Цхинвале танке Т-55 из состава отдельной танковой роты армии Южной Осетии, был ранен механик-водитель, а также двух подбитых БМП-2 № 118 и № 119 из состава югоосетинского батальона «Алания». Со слов старшего воинского начальника бывшего миротворческого батальона ССПМ от РСО-Алания полковника Казбека Фриева, их потери составили: две БМП, выведены из строя 3 бронетранспортёра, 3 автомобиля; в батальоне погибло четверо военнослужащих, десять ранено.

## Юридические оценки действий сторон
В заявлениях российских официальных лиц вторжение грузинских войск в Южную Осетию неоднократно именовалось агрессией. С точки зрения международного права, агрессия — это применение вооружённой силы государством против суверенитета, территориальной неприкосновенности или политической независимости другого государства, тогда как к моменту начала войны независимость Южной Осетии не была признана ни одним государством мира.
В то же время вступление России в войну может формально попадать под определение агрессии, поскольку такое вторжение «не может быть оправдано никакими соображениями любого характера, будь то политического, экономического, военного или иного характера».
Согласно выводам европейской комиссии по расследованию обстоятельств конфликта, обстрел грузинскими войсками Цхинвали 7—8 августа 2008 года с использованием тяжёлой артиллерии и РСЗО был неправомерен, также не могут быть оправданы с точки зрения международного права действия российских войск на территории Абхазии, Южной Осетии и собственно Грузии, а также действия абхазских войск. В то же время действия южноосетинских войск в период до 12 августа и действия грузинских войск после вступления в войну России комиссия признала соответствующими праву на самооборону.
В резолюции 1633 Парламентской ассамблеи Совета Европы, принятой в 2008 году по следам вооружённого конфликта, осуждается как обстрел Цхинвали грузинскими силами 7 августа 2008 года, так и ответ российских вооружённых сил, которые были охарактеризованы как нарушение международного права. В тексте также отрицается правомерность использования российской стороной в качестве повода для начала боевых действий такого предлога, как «защита своих граждан за рубежом», и указывается, что подобное толкование открывает простор для вмешательства России во внутренние дела государств, в которых проживает значительное количество российских граждан.

### Военные преступления в зоне конфликта
Россия и Южная Осетия, с одной стороны, и Грузия, с другой стороны, обвиняют друг друга в преступлениях и этнических чистках. О военных преступлениях в ходе конфликта также заявляют журналисты, правозащитники и другие лица.
Следственный комитет прокуратуры Российской Федерации выразил намерение предъявить грузинской стороне обвинения по статьям «планирование, подготовка, развязывание или ведение агрессивной войны», «применение запрещённых средств и видов вооружений», «наёмничество», «нападение на лиц или учреждения, которые пользуются международной защитой», «геноцид», «убийство двух и более лиц, совершённые общеопасным способом, по мотивам расовой и национальной вражды».
В ноябре 2008 года правозащитная организация «Amnesty International» опубликовала доклад, согласно которому:
- При штурме Цхинвала грузинская армия совершала неизбирательные нападения, в результате которых погибли десятки мирных жителей Южной Осетии и множество получили ранения, а также значительно пострадала инфраструктура (общественные здания, больницы, школы).
- Основные разрушения Цхинвала были вызваны применением грузинской армией систем залпового огня «Град», ракеты которых обладают низкой точностью.
- Российская авиация в период конфликта совершила более 75 авиационных налётов, целями большинства из которых являлись позиции грузинской армии. От авиаударов пострадали сёла и города, ущерб от них «ограничивается несколькими улицами и отдельными домами в некоторых деревнях».
- Имеются свидетельства, что некоторые российские атаки на грузинские населённые пункты и дороги привели к ранению и гибели гражданских лиц, причём «возможно, не делалось различий между правомерными военными целями и мирным населением». Как пишется в докладе, «если это действительно так, то такие нападения квалифицируются как нападения неизбирательного характера и представляют собой нарушение международного гуманитарного права».
- Как пишется в докладе, «по свидетельствам очевидцев, дисциплинированное поведение российских военнослужащих резко отличалось от действий осетинских бойцов и отрядов ополченцев, которые были замечены в мародёрстве и грабежах». Грузины, опрошенные «Amnesty International», отмечали, что российские военнослужащие, «в основном, вели себя с грузинскими мирными жителями порядочно и проявляли должную дисциплину».
- Югоосетинскими подразделениями и военизированными формированиями были совершены серьёзные преступления в отношении грузин в Южной Осетии и прилегающих в ней территориях. Очевидцы сообщали о убийствах, избиениях, угрозах, поджогах и грабежах, проводившихся вооружёнными группировками с югоосетинской стороны.

По мнению докладчика от комитета ПАСЕ по юридическим вопросам и правам человека Христоса Пургуридиса, «факты, насколько можно видеть, не подтверждают обвинения в геноциде в адрес Грузии: число осетинских (гражданских) жертв грузинского наступления („тысячи“ — согласно первоначальным заявлениям российских властей на основании „предварительных данных“) представляется сильно преувеличенным». По словам Пургуридиса, «отдельные факты жестокостей [грузинских силовиков], публиковавшиеся в российских СМИ и приводившиеся в документах <…>, могут быть квалифицированы как самостоятельные тяжкие преступления, но не попытка геноцида».
23 января 2009 года международная правозащитная организация Human Rights Watch (HRW) обнародовала доклад «Up in Flames», готовившийся несколько месяцев (было проинтервьюировано более 460 очевидцев военных действий), в котором делался вывод, что российские, грузинские и южноосетинские вооружённые силы совершили многочисленные нарушения гуманитарного права, повлёкшие гибель мирных жителей; авторы доклада призывали Москву и Тбилиси расследовать преступления и наказать виновных. В 147-страничном докладе грузинская сторона была обвинена в неизбирательном применении оружия при обстреле Цхинвала, соседних с ним сёл и в ходе последовавшего наступления, а также в избиении задержанных и грабежах. Югоосетинская сторона обвинялась в пытках, убийствах, изнасилованиях, грабежах и этнических чистках. Российская сторона обвинялась в грабежах. В докладе сделан вывод, что «собранная Хьюман Райтс Вотч информация свидетельствует о том, что при безусловном нарушении грузинскими войсками норм международного гуманитарного права нет оснований квалифицировать действия грузинской стороны как геноцид». При этом было сказано, что HRW не имеет доступа к материалам следствия, которое ведётся российскими правоохранительными органами по обвинению Грузии в геноциде, и соответственно, не может оценивать собранные доказательства и обоснованность выводов, попытки же получить дополнительную информацию от российских властей путём запросов оказались безрезультатными. Также было сказано, что ряд заявлений о преступлениях, совершённых грузинскими силовиками, не подтвердились при проверках, которые предпринимали сотрудники HRW.

### Другие юридические аспекты
Эксперт по международному праву Беркбек-Колледж Лондонского университета Билл Боуринг считал, что у России были основания вводить дополнительные войска на территорию Южной Осетии. Глава кафедры Гамбургского университета Отто Лухтерхандт считал правомерным ввод российских войск в Южную Осетию и близлежащие территории, но не в западную Грузию.
Согласно ст. 102 Конституции России, к ведению Совета Федерации относится «решение вопроса о возможности использования Вооружённых Сил Российской Федерации за пределами территории Российской Федерации». Однако такого решения Совет Федерации в отношении направления войск на территорию Грузии до начала операции российских войск не принимал. Председатель Совета Федерации Сергей Миронов 11 августа заявил, что верхняя палата парламента не будет собираться на экстренное заседание, чтобы дать согласие на ввод российских войск в Грузию: «В Южной Осетии действует не воинский контингент. Мы увеличиваем миротворческий контингент, а это не требует одобрения Совета Федерации».
18 августа 2008 года журнал «Власть» высказал мнение, что в соответствии с Конституцией РФ согласие Совета Федерации на ввод российских войск в Грузию требовалось. Журналист напомнил, что ранее, в соответствии с законом РФ «О порядке предоставления РФ военного и гражданского персонала для участия в деятельности по поддержанию или восстановлению международного мира и безопасности», на увеличение численности миротворческих контингентов за рубежом испрашивалось согласие Совета Федерации. Издание также напоминало: «тот же закон говорит, что „решение о направлении за пределы территории РФ отдельных военнослужащих для участия в миротворческой деятельности“ президент принимает сам. Если признать многотысячные войска, введённые в Южную Осетию и Абхазию, „отдельными военнослужащими“, то в этом случае действительно Совету Федерации можно было и не собираться».
25 августа 2008 Сергей Миронов заявил, что Совету Федерации предстоит рассмотреть вопрос об использовании «дополнительного контингента миротворческих сил в лице Вооружённых сил России в регионе грузино-югоосетинского и грузино- абхазского конфликтов с 8 августа», сообщив, что этот вопрос поставлен перед Советом Федерации президентом РФ в соответствии с законом и регламентом палаты. В этот же день на закрытом заседании Совет Федерации принял постановления «Об использовании дополнительных миротворческих сил Вооружённых Сил Российской Федерации для поддержания мира и безопасности в зоне грузино-осетинского конфликта» и «Об использовании дополнительных миротворческих сил Вооружённых Сил Российской Федерации для поддержания мира и безопасности в зоне грузино-абхазского конфликта».
Концепция внешней политики Российской Федерации, утверждённая 12 июля 2008 года Президентом России Д. Медведевым, гласит (параграф III, 2): «Россия исходит из того, что только Совет Безопасности ООН правомочен санкционировать применение силы в целях принуждения к миру».

### Позиция Международного суда ООН и Европейского суда по правам человека
11-12 августа 2008 года грузинское правительство подало иски против России в Международный суд ООН и Европейский суд по правам человека (ЕСПЧ). Оба иска приняты к рассмотрению. Иск против России по 49 делам пострадавших 340 мирных граждан подан в ЕСПЧ «Ассоциацией молодых юристов Грузии» в связи с нарушением таких прав как «право на жизнь, право на собственность, запрет пыток и нечеловечного обращения».
1 апреля 2011 года Международный суд ООН постановил, что не обладает компетенцией для рассмотрения иска Грузии против России. Формальной причиной нерассмотрения стало то, что Международая конвенция о ликвидации всех форм расовой дискриминации (ICERD) требует перед подачей иска предварительно попытаться решить вопрос путём договора с российскими властями, что не было произведено властями Грузии.
В январе 2021 года Большая палата ЕСПЧ вынесла решение, в котором указала следующее:
- Суд отклонил довод Грузии о том, что российская армия якобы вторглась в Южную Осетию за день до начала грузинской агрессии — 7 августа 2008 года.
- Россия не ответственна за «инциденты, произошедшие в ходе отражения российскими военнослужащими нападения грузинской армии на миротворческий контингент и местное гражданское население в период с 8 по 12 августа 2008 года».

В том же решении Большая палата ЕСПЧ признала, что Россия ответственна за нарушения Европейской конвенции о защите прав человека и основных свобод (отметив, что вопрос о назначении компенсации в тот момент решён быть не может) на территории, где осуществляла «эффективный контроль» (в Южной Осетии и Абхазии, а также «буферной зоне»), с 12 августа по 10 октября 2008 года и позднее с учётом «мощного российского присутствия и зависимости властей Южной Осетии и Абхазии от РФ»:
- «Административная практика» в зоне эффективного контроля велась с нарушением 2, 3 и 8 статей Конвенции (право на жизнь, запрет пыток и уважение к частной и семейной жизни);
- Россия несёт ответственность не только за действия, но и за бездействие — пассивное наблюдение за жестоким обращением с гражданским населением, поджогами и грабежом домов;
- Россия ответственна по 3-й статье (запрет пыток) и 5-й статье (право на свободу и безопасность) Конвенции за задержание в Цхинвале 160 грузин (многие из которых были женщинами и пожилыми мужчинами), которых во второй половине августа 2008 года более двух недель удерживали в подвале МВД Южной Осетии;
- Россия виновна в нарушении Конвенции в части обращения с грузинскими военнопленными со стороны вооружённых сил Южной Осетии;
- Власти Абхазии и Южной Осетии, а также Россия обязаны обеспечить возвращение грузин в свои дома в Южной Осетии и Абхазии;
- Власти России обязаны расследовать события после прекращения огня, а также в ходе боевых действий. Суд решил, что ранее проведённых расследований не достаточно.

В апреле 2023 года ЕСПЧ постановил, что Россия должна выплатить пострадавшим гражданам Грузии более 129 млн евро, подчеркнув, что исключение России из Совета Европы не освобождает её от обязательств исполнения положений ЕКПЧ, так как во время войны в Грузии Россия была участником конвенции.
В конце 2022 года Международный уголовный суд в Гааге и офис прокурора МУС «завершили расследование по делу о российско-грузинской войне 2008 года». Расследование не выявило виновных в военных преступлениях с грузинской стороны. При этом трое жителей Южной Осетии были признаны виновными в незаконном лишении свободы, пытках и бесчеловечном обращении, посягательстве на человеческое достоинство, взятие заложников и незаконное перемещение лиц грузинской национальности в ходе и после вооружённой фазы конфликта. Это Михаил Миндзаев (в 2005—2008 годах — глава МВД Южной Оскетии), Гамлет Гучмазов (в 2008 году — начальник следственного изолятора южноосетинского МВД) и Давид Санакоев (в 2008 году — уполномоченный южноосетинского президента по правам человека, участвовал в боевых действиях).

## Информационное освещение войны
Информационное освещение войны в Грузии играло значительную роль, так как влияло на общественное мнение относительно действий той или иной стороны. От российских, грузинских, западных и других СМИ порой поступала противоречивая информация о ходе войны. Обсуждения разных интерпретаций велись также в Интернете, от резких высказываний на блогах и форумах, до атак на официальные сайты правительств.

### В произведениях культуры
О войне были сняты несколько фильмов, среди которых — документальные фильмы «Война 08.08.08. Искусство предательства» и «Хроники грузинского августа», а также художественные «Олимпиус инферно», «5 дней в августе» и «Август. Восьмого».

## Геополитические и экономические последствия войны
После завершения военных действий противостояние сторон приобрело преимущественно политический и дипломатический характер, в значительной мере перейдя в сферу международной политики.
14 августа 2008 года парламентом Грузии было принято единогласное решение о выходе Грузии из СНГ.
26 августа 2008 Президент России Д. А. Медведев объявил о подписании указов «О признании Республики Абхазия» и «О признании Республики Южная Осетия», согласно которым Российская Федерация признаёт и ту и другую республику «в качестве суверенного и независимого государства», обязуется установить с каждой из них дипломатические отношения и заключить договор о дружбе, сотрудничестве и взаимной помощи. Комментируя свои действия в интервью Би-Би-Си, Президент России заявил, что решение о признании Абхазии и Южной Осетии было вынужденным и не преследовало цели разрыва отношений с западными странами, которые поддерживают Грузию. Впоследствии Абхазию и Южную Осетию признал ряд других государств — членов ООН: Никарагуа, Венесуэла и Науру, а в дальнейшем — и Сирия.
28 января 2009 года Парламентская ассамблея Совета Европы (ПАСЕ), обсудив ситуацию вокруг войны, приняла резолюцию с грузинской поправкой, осуждавшей признание Россией независимости Южной Осетии и Абхазии: «Ассамблея подтверждает приверженность территориальной целостности и суверенитету Грузии и повторяет призыв к России отозвать решение о признании независимости Южной Осетии и Абхазии, а также полностью соблюдать суверенитет и территориальную целостность Грузии, нерушимость её границ». 29 сентября 2009 г. ПАСЕ приняла ещё одну резолюцию подобного содержания, в которой также осуждался отказ допустить в Южную Осетию и Абхазию наблюдателей Европейского союза.
Некоторые политологи также утверждали, что война стала первым случаем проявления русского как государственнического, так и цивилизационного национализма на международной арене.

### Экономические последствия
У войны были значительные экономические последствия для всех вовлечённых в него сторон.
В начале сентября 2008 года США объявили о выделении Грузии американской помощи в размере 1 млрд долл. на гуманитарные цели, а также пообещали содействовать инвестициям в грузинскую экономику и расширению благоприятного доступа для грузинского экспорта на рынки в США. А в октябре 2008 года западные страны согласовали выделение Грузии 4,55 млрд долл. финансовой помощи в течение 2008—2010 годов на преодоление результатов войны, из которых 2,5 млрд — долгосрочный низкопроцентный заём, а 2 млрд — грант. По мнению ряда экспертов, эта помощь сыграла основную роль в предотвращении коллапса грузинской экономики.
Финансовая помощь Южной Осетии со стороны России за 2008—2010 годы составила около 30 млрд рублей. В первые десять дней после войны распоряжениями правительства РФ Цхинвали было выделено более 1 млрд руб. на восстановительные работы и ещё 52 млн руб. на компенсации пенсионерам. Финансирование велось и через другие источники. Так, по распоряжению премьера 280 млн руб. были перечислены из резервного фонда МЧС. Власти Москвы сообщали о выделении своей помощи в размере более 1 млрд руб. Ещё около 1 млрд руб. собрали в виде пожертвований граждане, юридические лица и местные органы власти.
Война между Россией и Грузией отодвинула вступление России в ВТО. Грузия, защищая свои экономические интересы как член ВТО, заявляла неприемлемые в создавшихся для России после войны геополитических условиях причины, по которым Россия не могла вступить во Всемирную торговую организацию. Камнем преткновения стал вопрос контроля грузов на КПП Южной Осетии и Абхазии. Грузия настаивала на том, чтобы в местах таможенного контроля присутствовали международные наблюдатели, в то время как Россия предлагала ограничиться предоставлением информации о прохождении грузов через КПП двух республик. Компромисс был достигнут лишь в октябре 2011 года под давлением Евросоюза. 9 ноября Грузия и Россия при посредничестве Швейцарии подписали соглашение о вступлении России в ВТО.

### Акции протеста
В ряде стран мира прошли акции и митинги в поддержку Грузии: В Брюсселе прошло пикетирование российского посольства 200 выходцами из Грузии, а также пикетирование постоянного представительства России при Евросоюзе. Три манифестации протеста против действий России, организованные грузинской диаспорой, прошли в Греции. Протест против действий России выразили жители Эстонии и Латвии. Митинг протеста против политики России прошёл также на Украине. В Минске акцию в поддержку Грузии провели у посольства России активисты организации «Малады Фронт». Акции протеста также прошли в Нью-Йорке, Вене, Лондоне, Ницце, Баку и других городах мира.
На Украине во время войны было проведено большое количество пикетов. Наиболее массовые акции прошли на юге и востоке страны. В Донецке 11 августа отслужили панихиду по грузинам, погибшим в результате боевых действий. В Харькове прогрузинские пикеты возле генконсульства России проводились ежедневно, начиная с 9 августа. 12 августа, одновременно с грузинами, российское консульство пикетировали и харьковские осетины.
13 августа в центре столицы Грузии (у здания парламента) прошёл многотысячный митинг «За свободную Грузию», в котором приняли участие: президент Литвы Валдас Адамкус, президент Эстонии Томас Хендрик Ильвес, президент Польши Лех Качиньский, президент Украины Виктор Ющенко и премьер-министр Латвии Ивар Годманис, которые, как следует из их заявлений, «прибыли в Тбилиси специально, чтобы лично выразить Грузии солидарность и моральную поддержку».